# Wat Mahathat Wachiramongkol
 (décembre 2023).
Le temple de la pagode dorée Wat Mahathat Wachiramongkol Wat Bang Thong  est un temple royal situé à  Maha Nikaya Sangha, situé dans le sous-district de Na Nuea , district d'Ao Luek, dans la province de Krabi, sur une superficie de 111 rai.
À l'origine, ce temple était nommé par les villageois sous le nom de Wat Bang Tong d'après le nom de la petite ville dans laquelle il se trouve, mais il fut plus tard rebaptisé Wat Maha That Wachiramongkol. Il se trouve à environ 70 kilomètres de la ville de Krabi.
Le temple a été bâti entre une plantation d'hévéas et une plantation de palmiers dans le courant des années 1940. Le 13 février 1953 il reçut la Wisungkhamsima de 30 mètres de large par 70 mètres de longueur. 
Alors que le terrain a été donné en 1940, la construction de la version actuelle du temple Wat Bang Thong a commencé en 1997. 
Le prêtre Phra Ratcha Vajirakon a trouvé le temple dans un état tellement endommagé qu'il a préféré le démolir complètement, à l'exception de l'ubosot et reconstruire un nouveau complexe. Il a également fait de Wat Bang Tong un lieu d'étude du Dharma-Pali.
C'est en 2002, le comité Sangha Sangha  lance la construction du Phra Mahathat Chedi en l'honneur du 50ème anniversaire du prince héritier Maha Vajiralongkorn (devenu plus tard le roi Rama X) que le temple commence véritablement à étendre sa réputation. 
Son point culminant de près de 95 mètres est le grand chedi doré, le Phra Mahathat, inspiré du Chedi Maha Phutthakhaya, à Gaya, en Inde, le lieu où le Seigneur Bouddha a atteint l'Illumination. Le chedi Phra Mahathat est considéré comme la plus haute pagode du sud de la Thaïlande.
Autour se trouve une enceinte carrée de passages couverts, entourant le chedi sur les 4 côtés, avec diverses images de Bouddha. À l'extérieur, il y a 2 grandes statues : celle d'un Bouddha debout et celle du moine vénéré Luang Phu Thuat d'une largeur de 10 mètres, et des fresques racontant l'histoire de Bouddha et est décoré de motifs Kranok, de délicats motifs thaïlandais. Une image de Bouddha dans la posture de donner son premier sermon a une largeur "de genoux" (l'écartement entre les deux genoux du Bouddha)  de 3 mètres. La salle d'ordination abrite une grande image de Bouddha À l'intérieur se trouvent des peintures de la vie du Bouddha.
Le 16 novembre 2006, Sa Majesté le Roi renomma Wat Bang Tong en Wat Mahathat Vachiiramongkhon et fit inscrire les initiales M.W.K. sur le pignon de l'ubosot. La statue principale de Bouddha s'appelle Phra Bouddha Thaksin Chai Mongkhon.

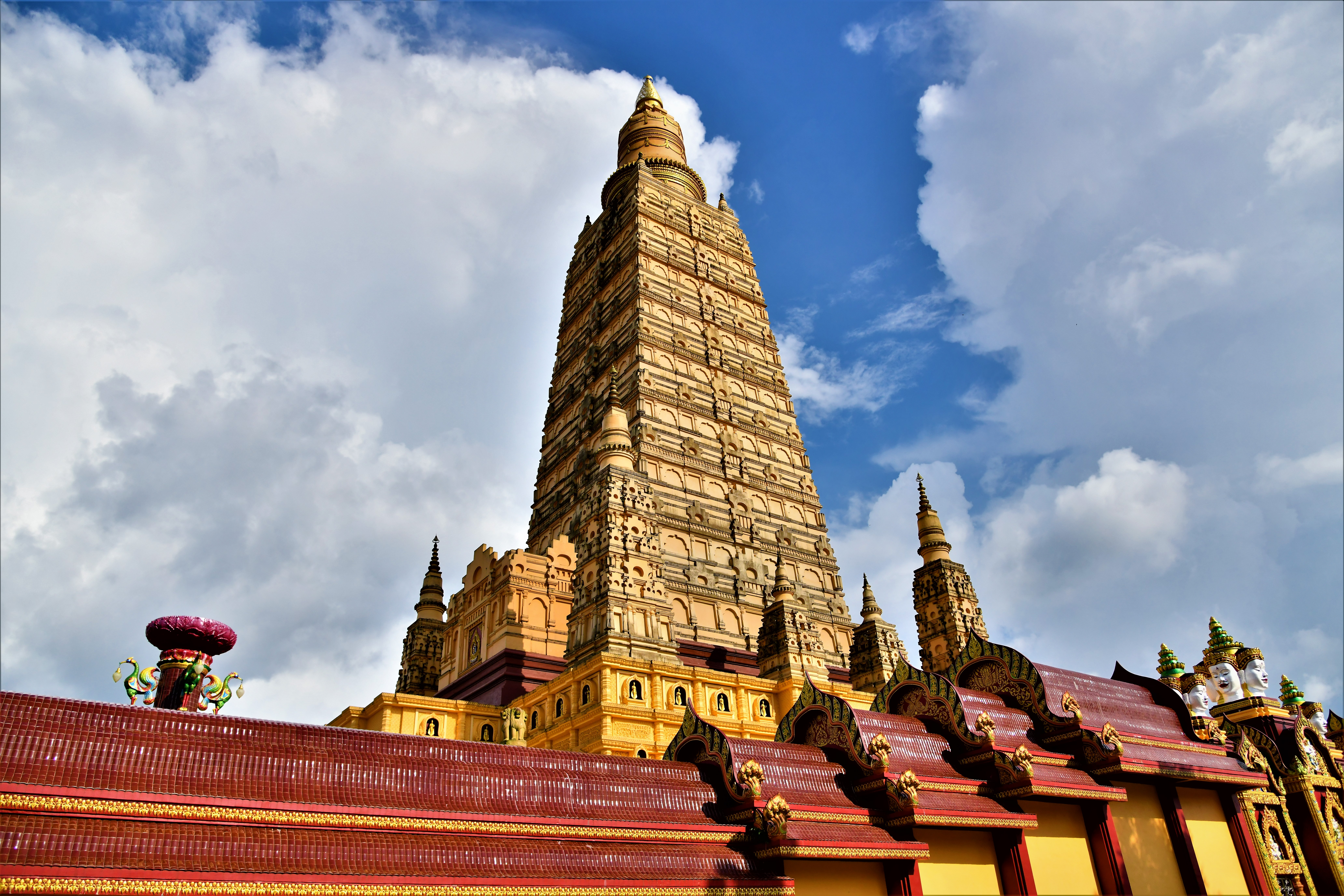
Wat Mahathat Wachiramongkol ou Temple de Bang Thong

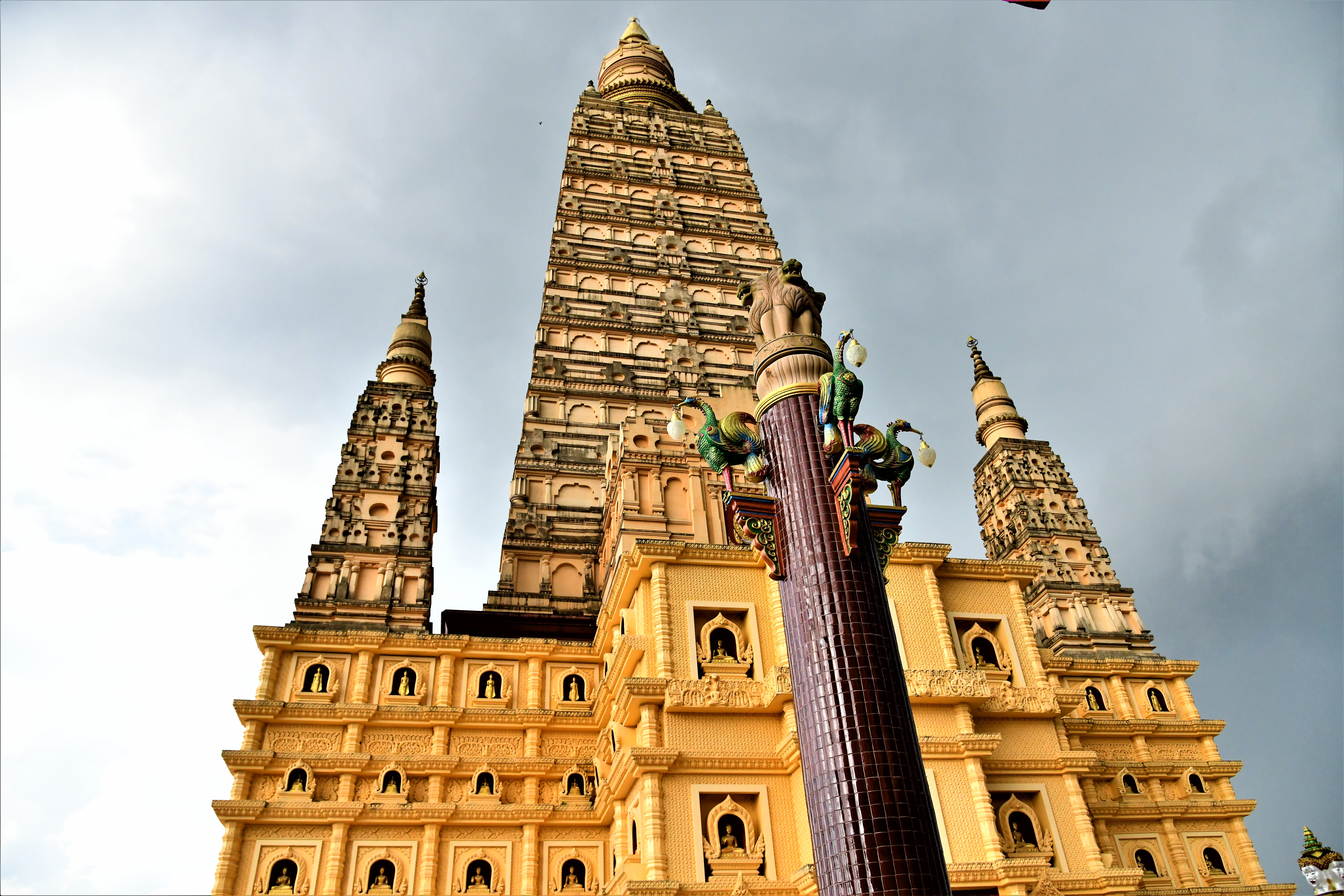
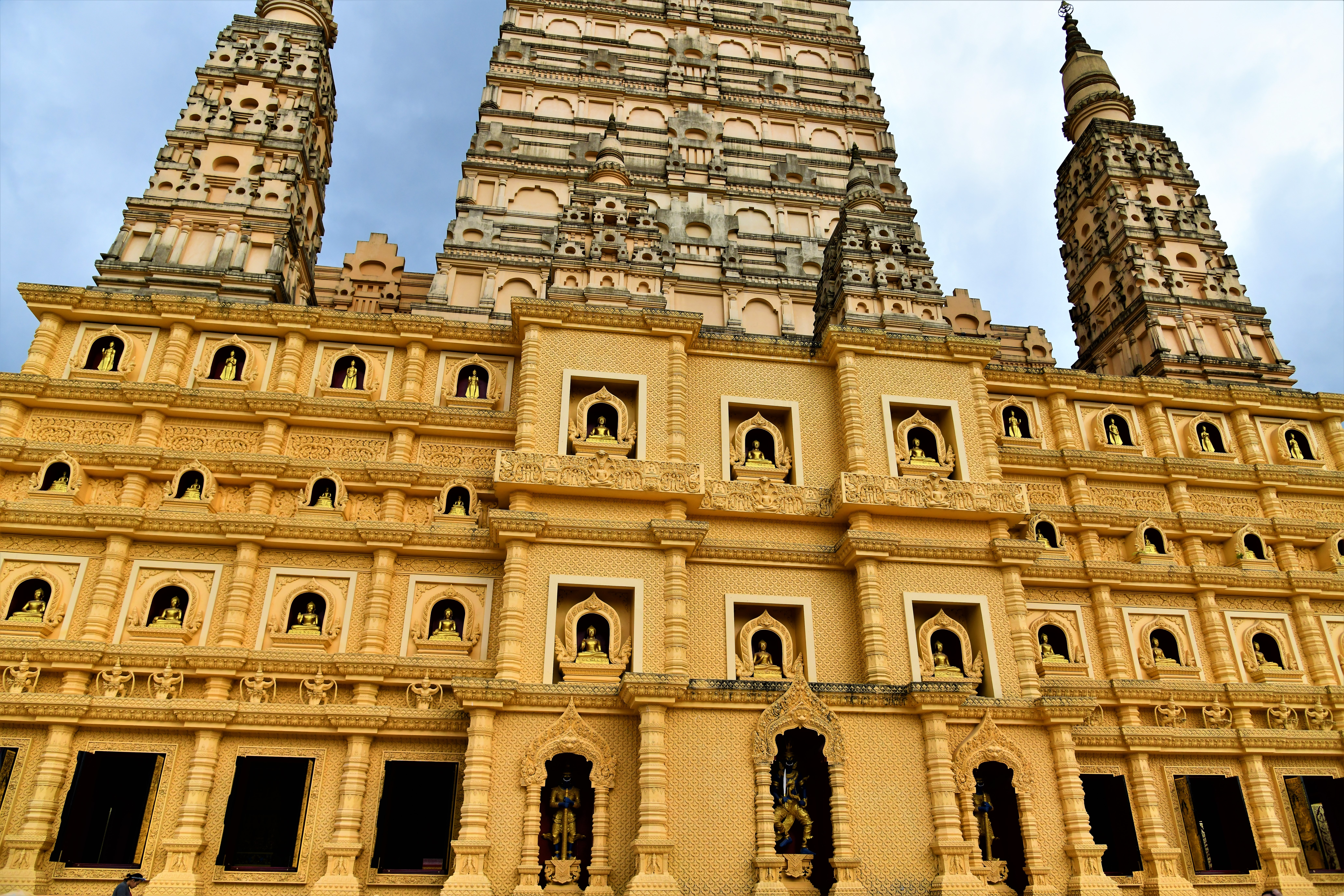
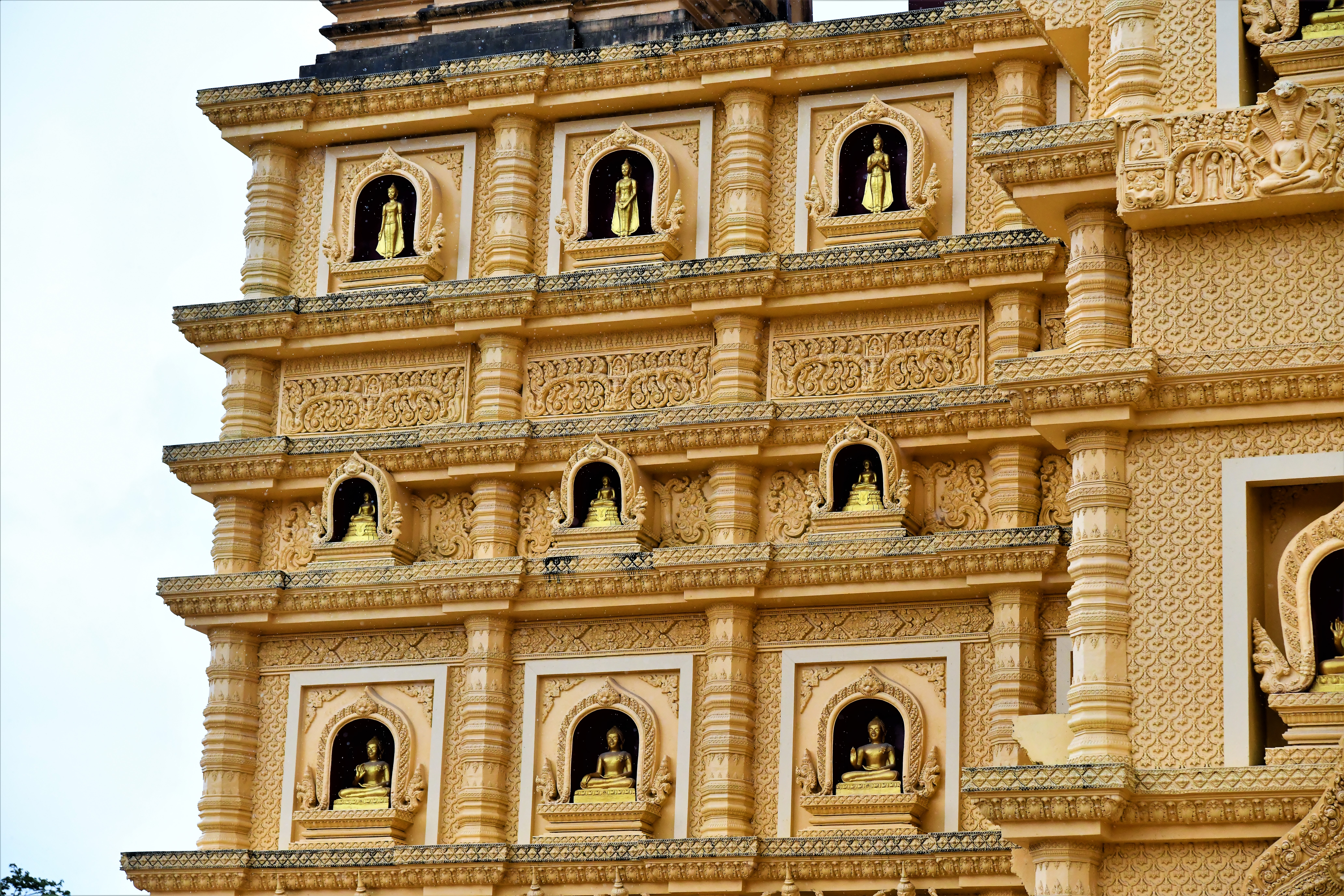
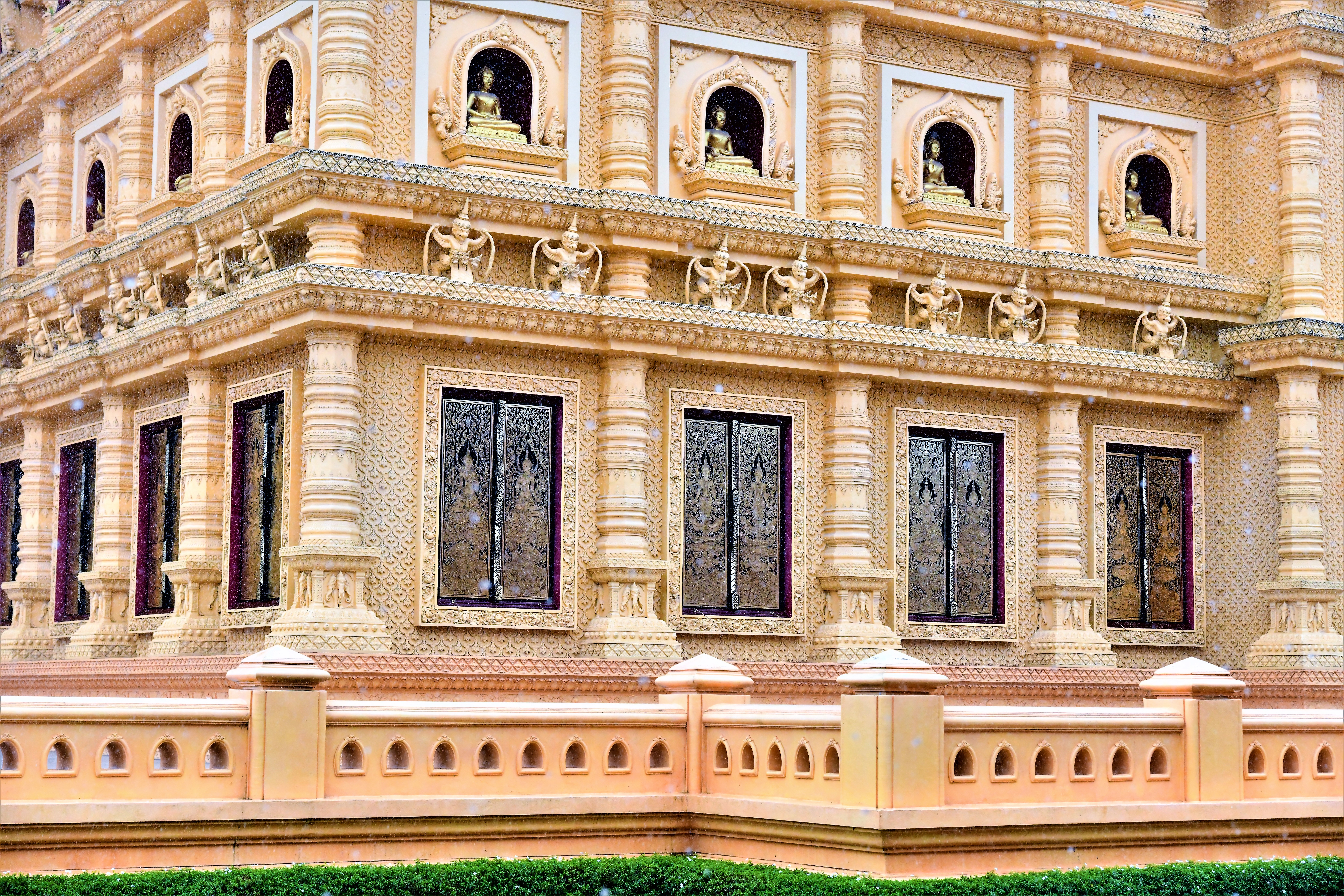
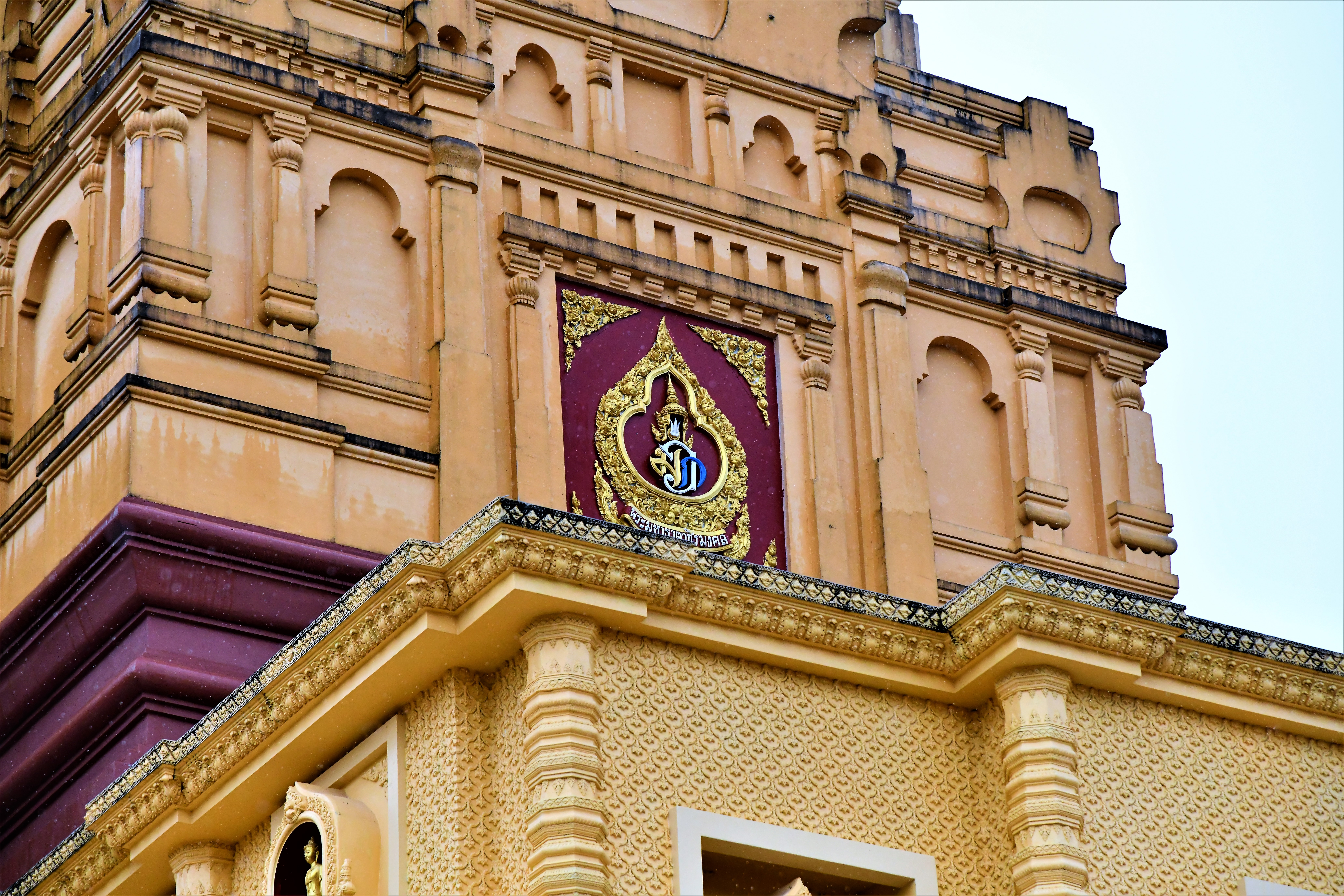
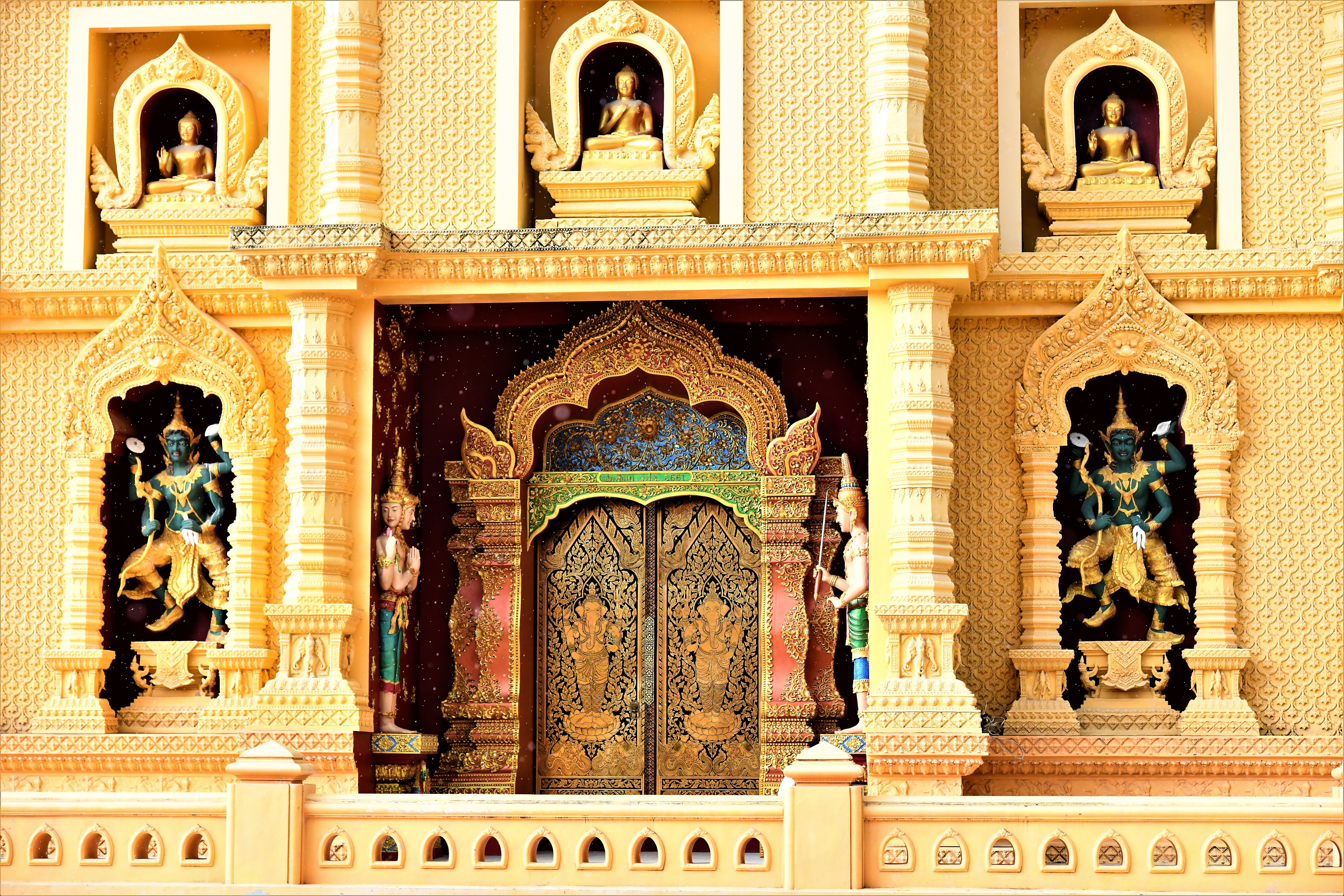
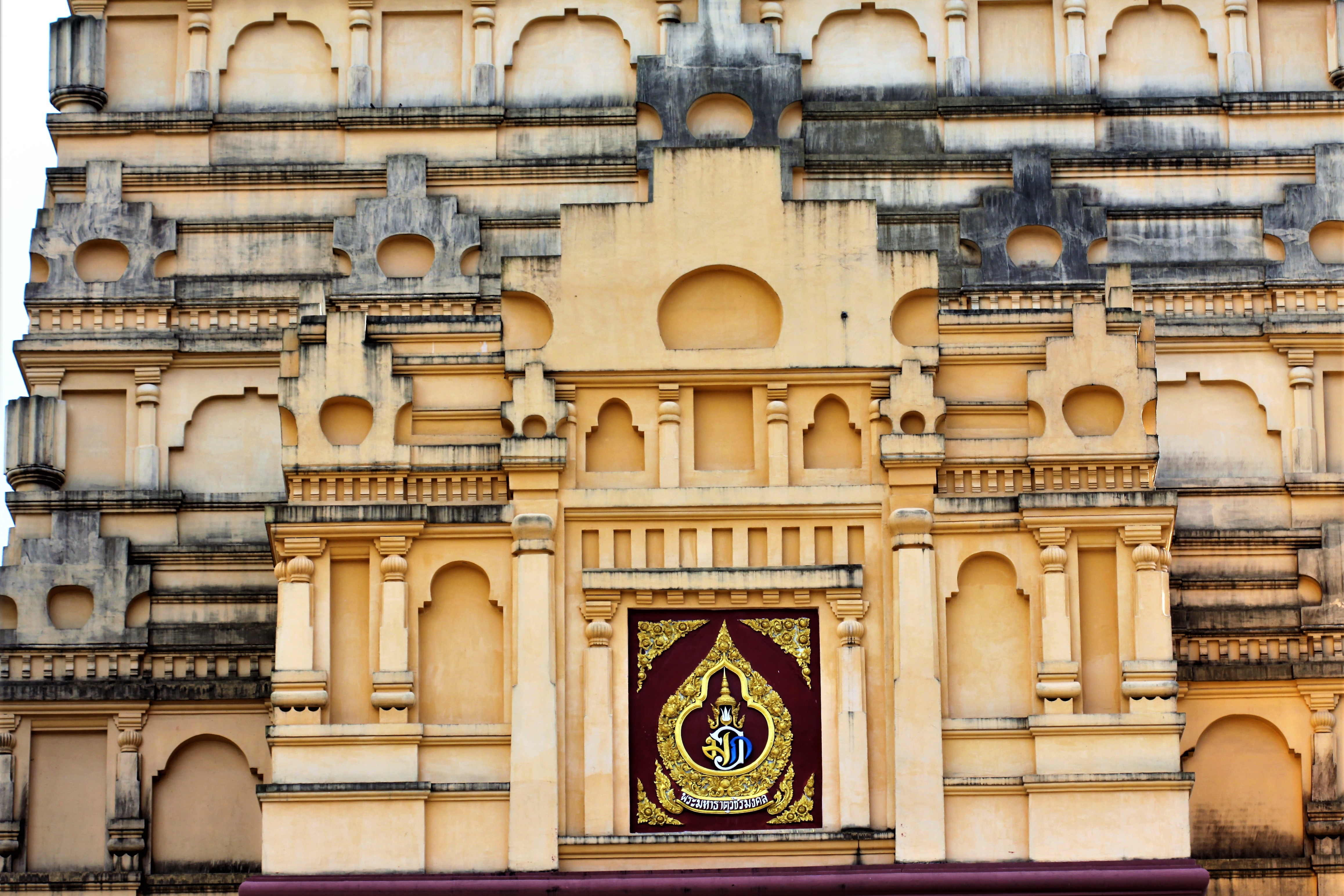
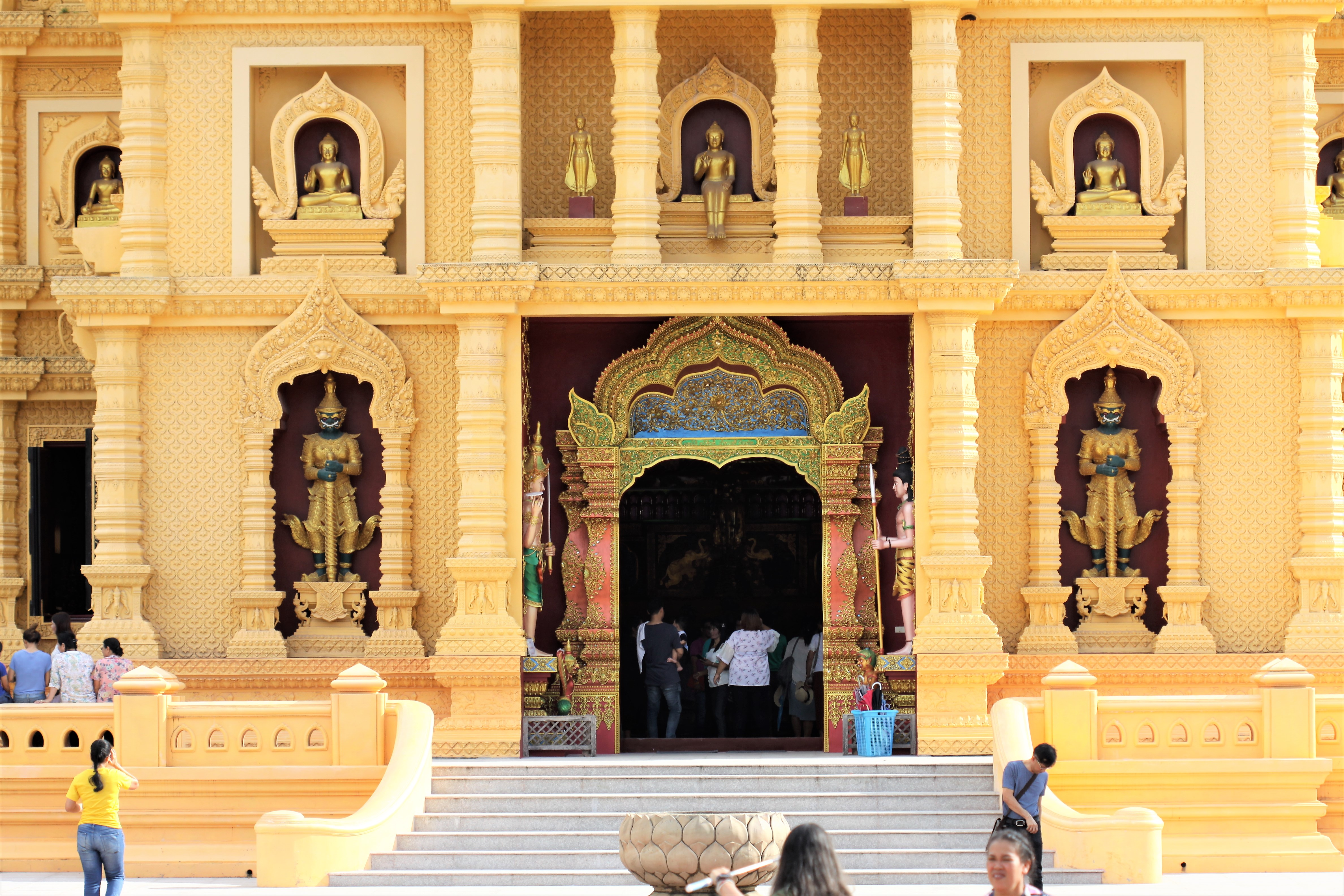
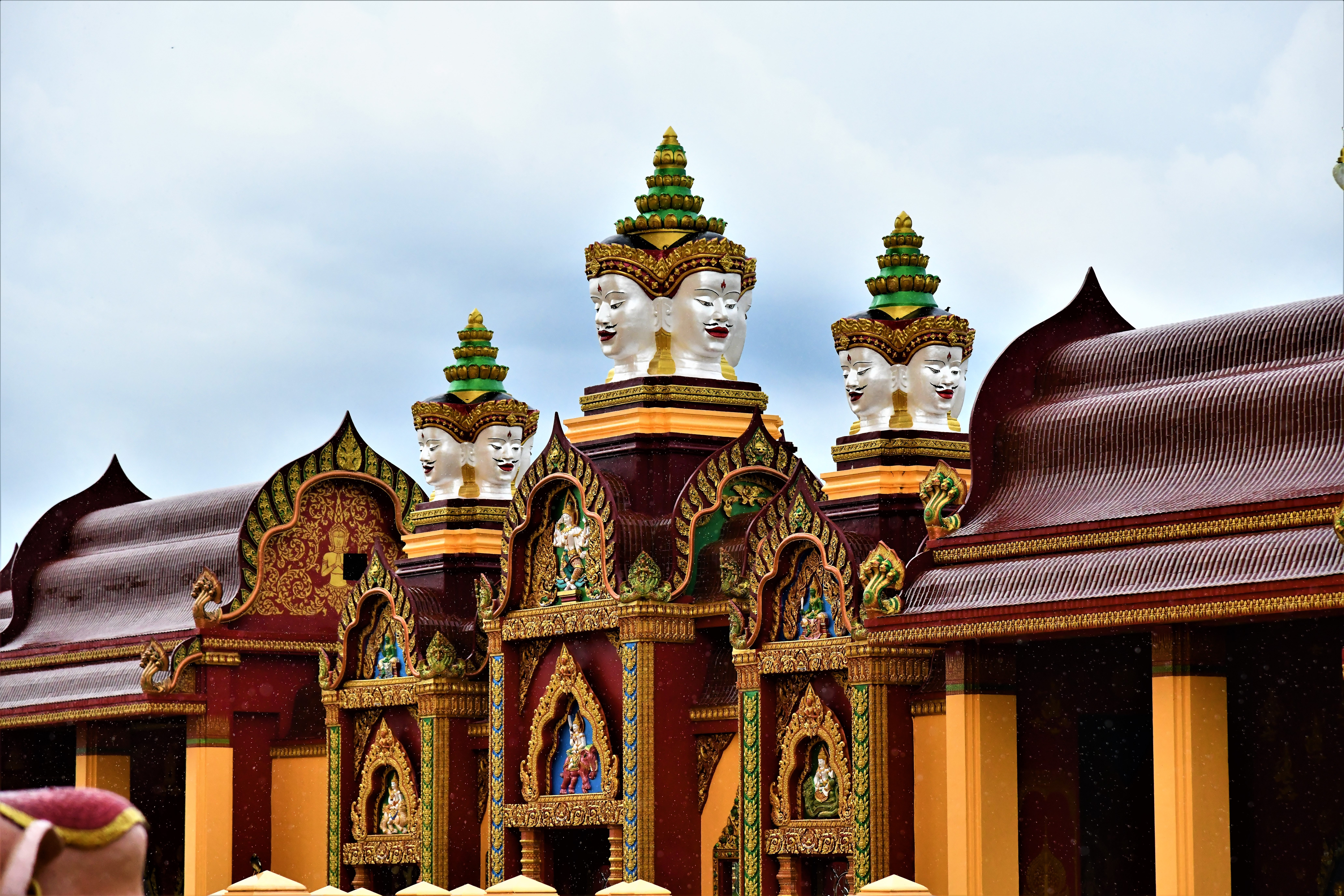
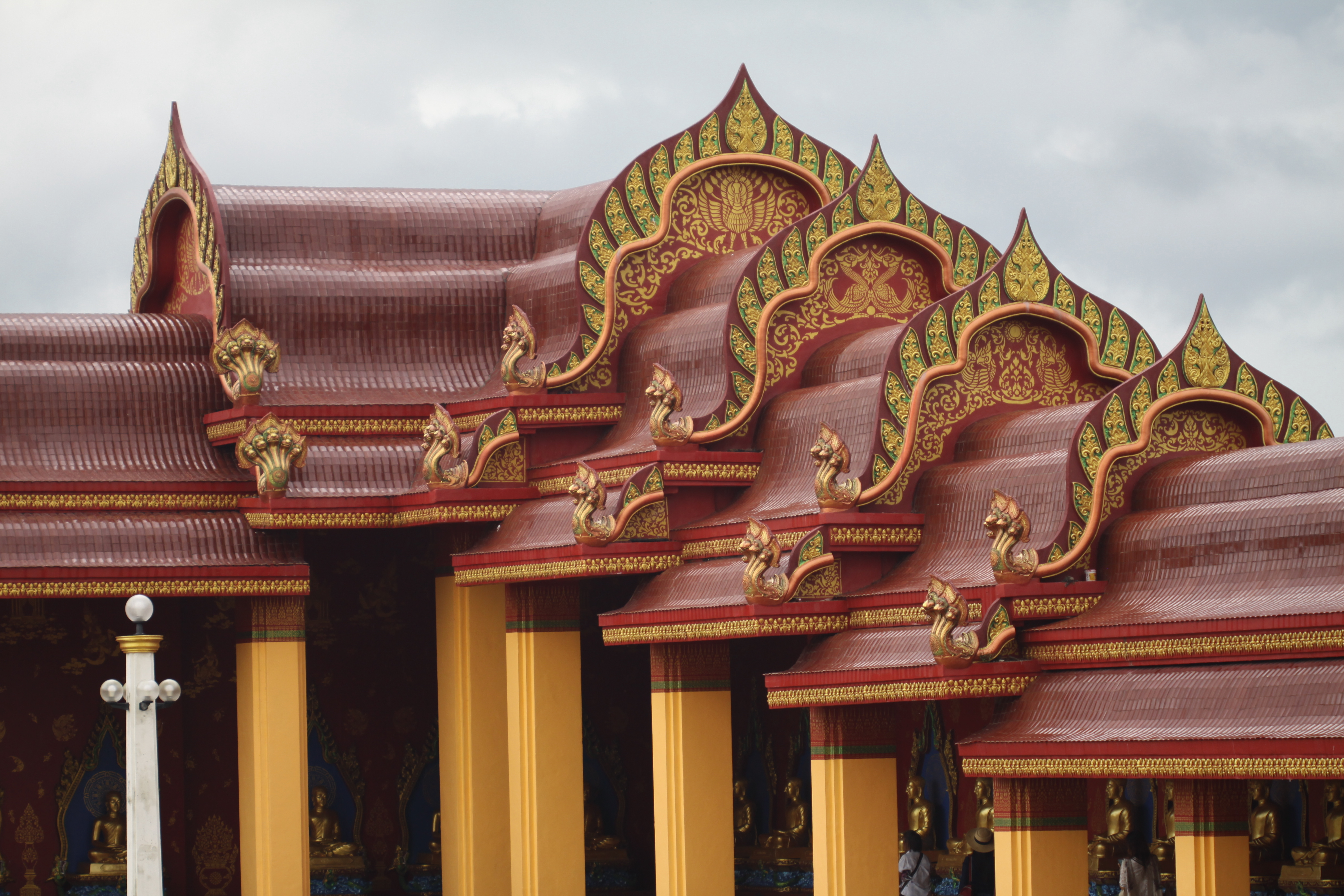
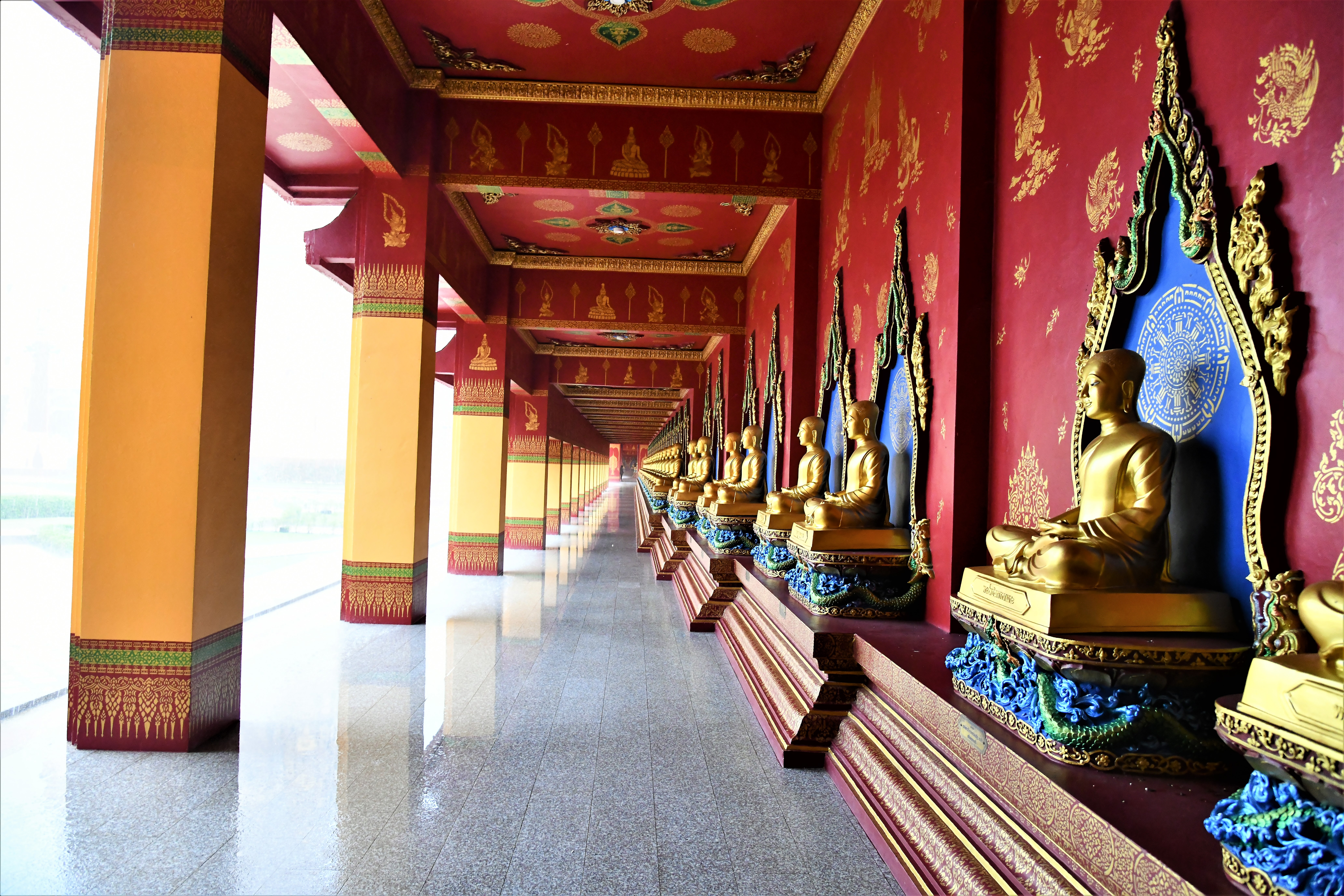
Wat Mahathat Wachiramongkol ou Temple de Bang Thong
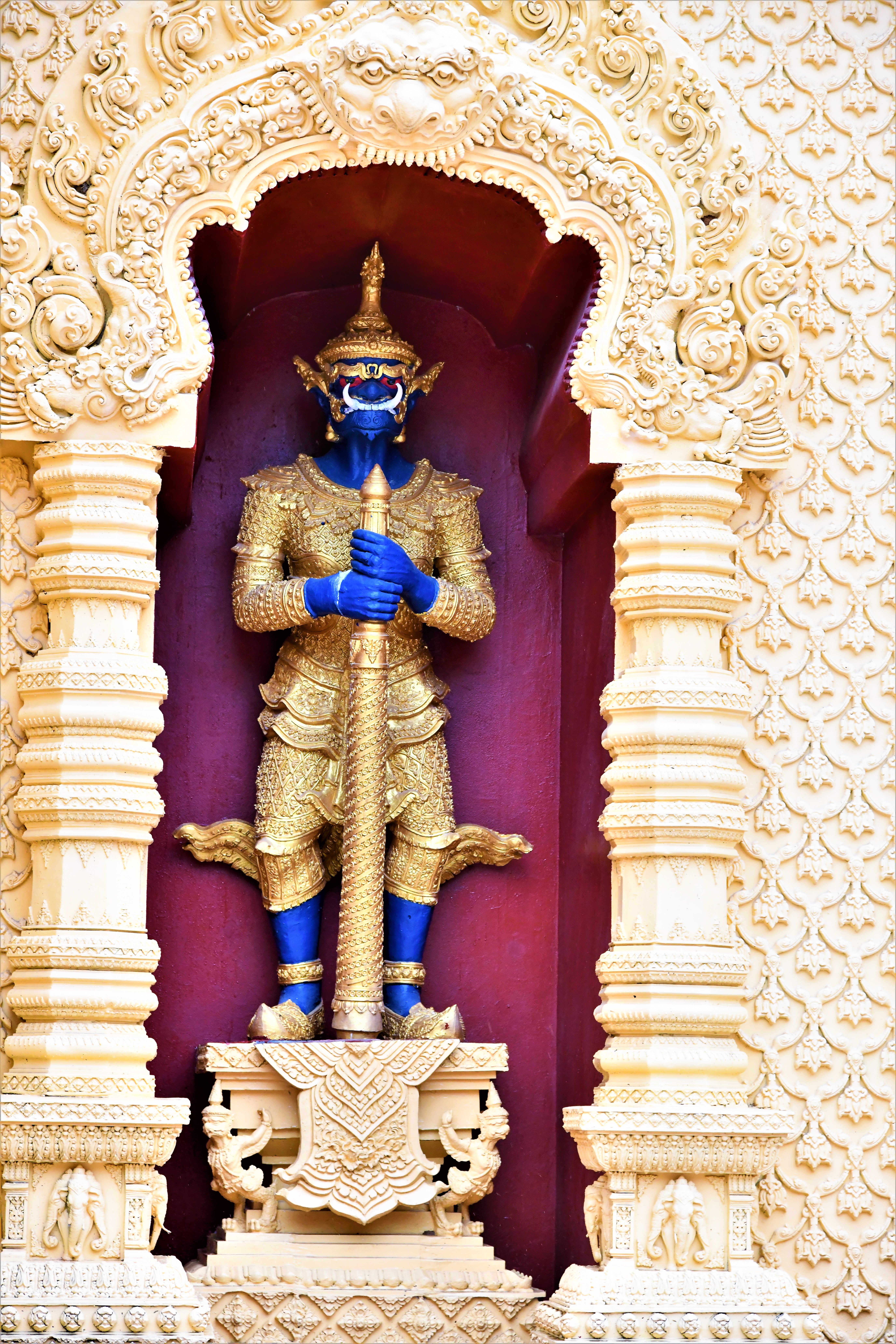
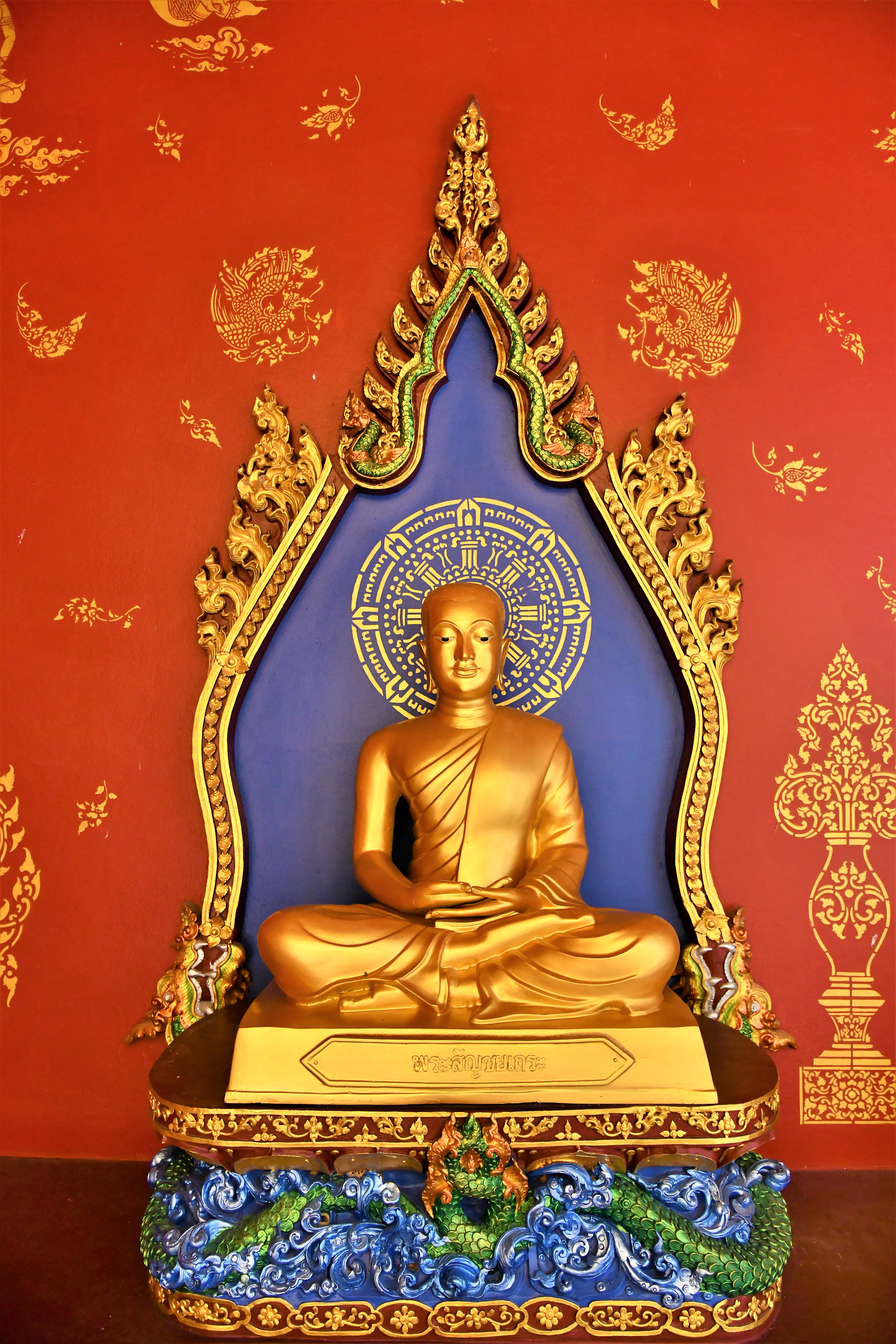
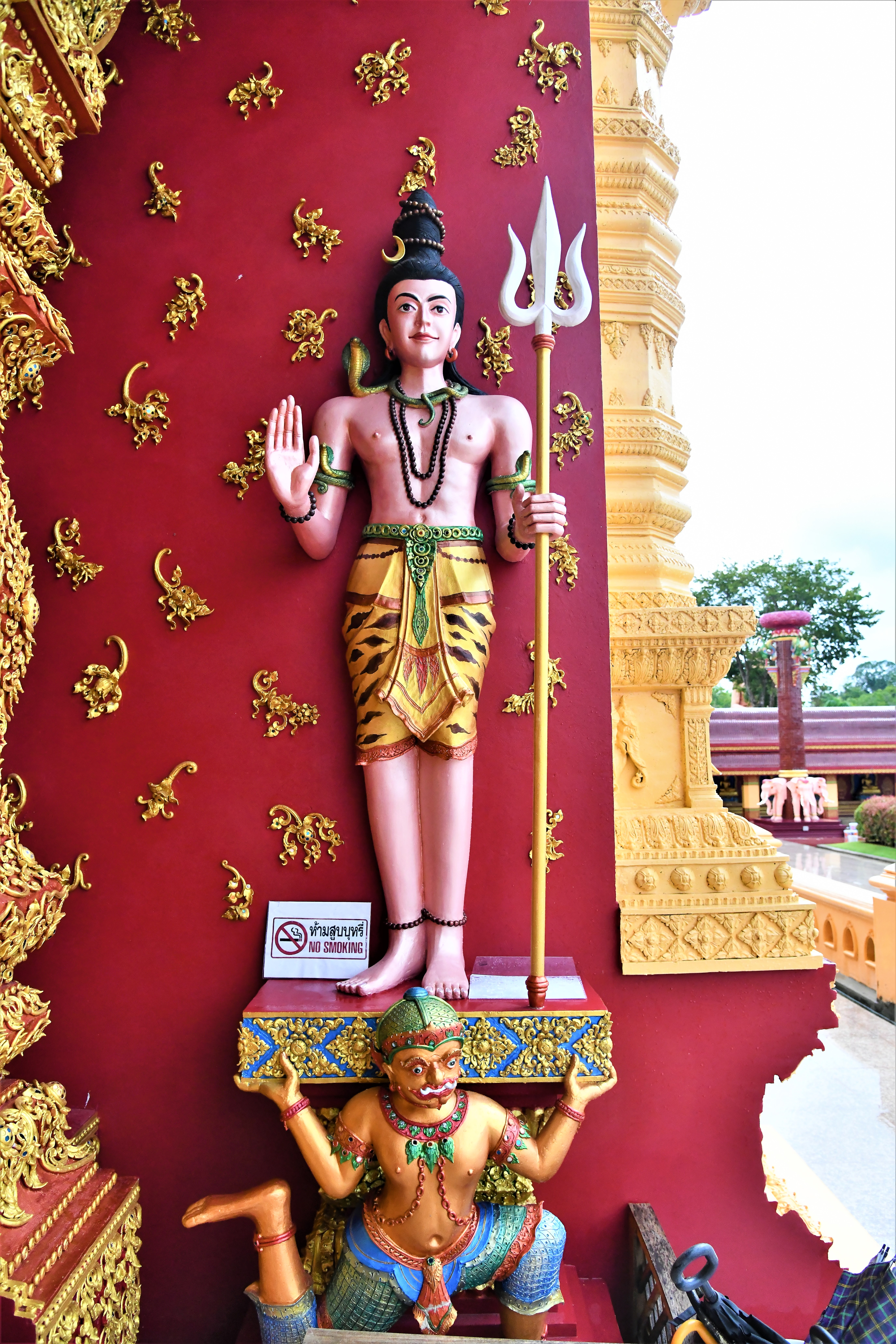
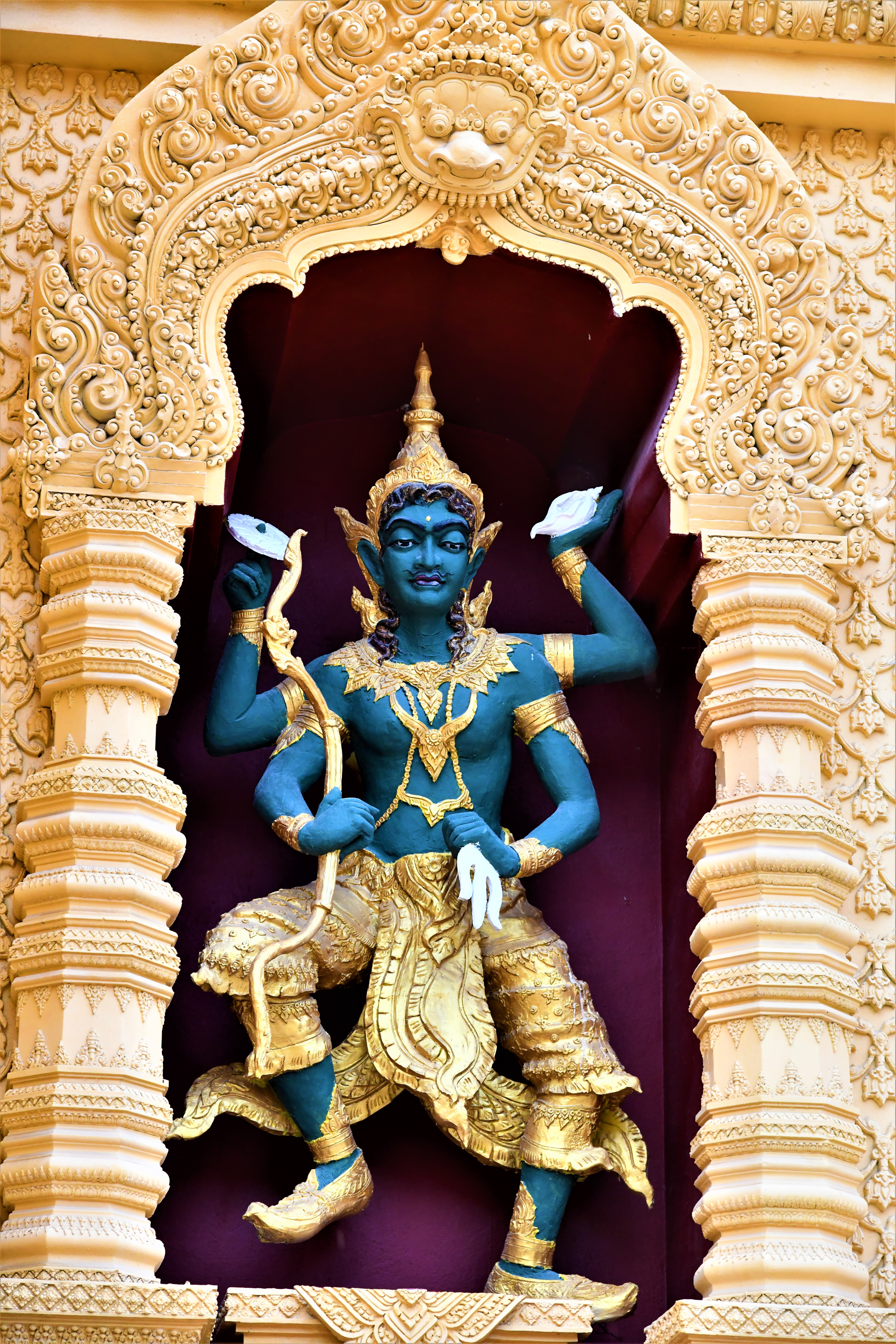
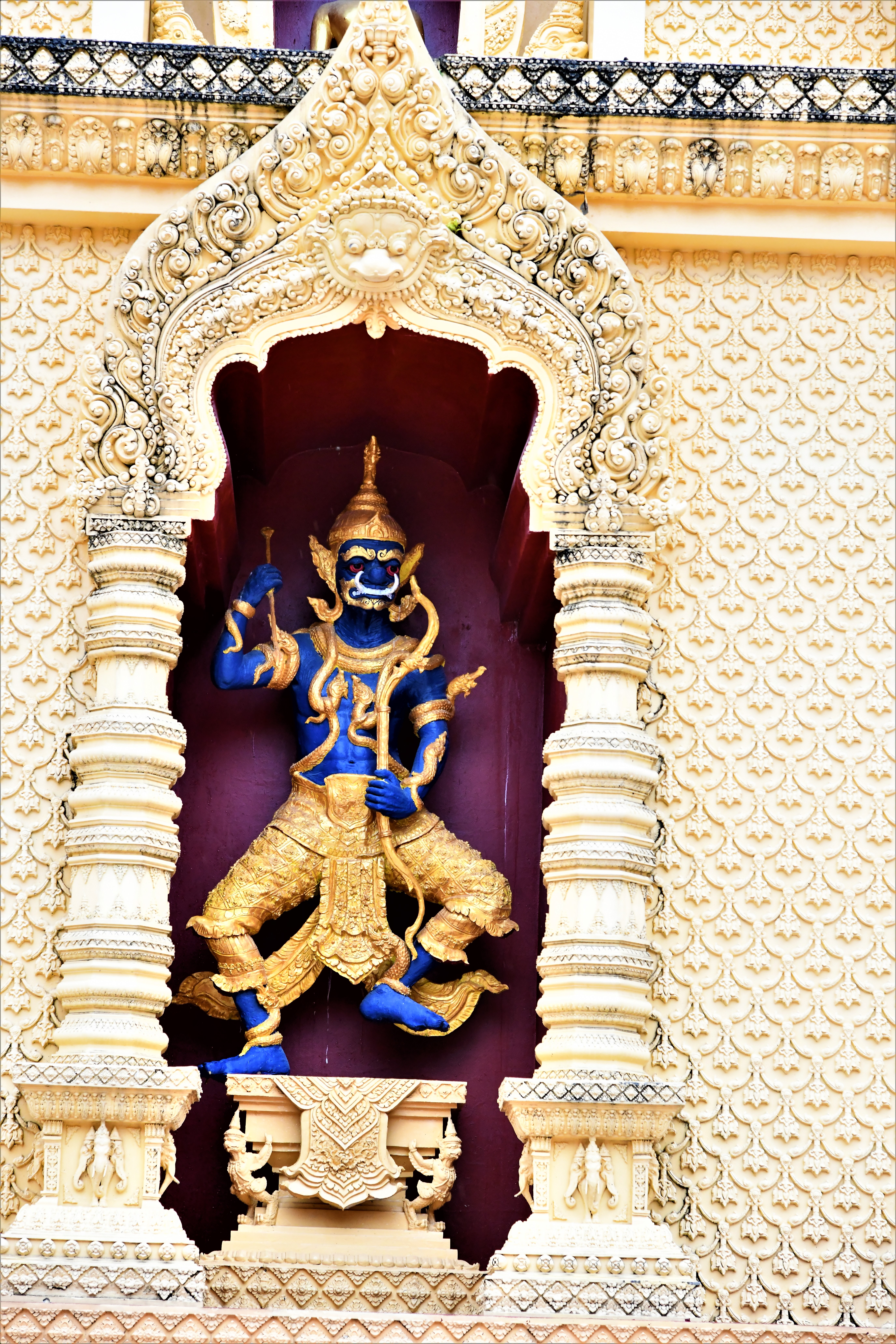
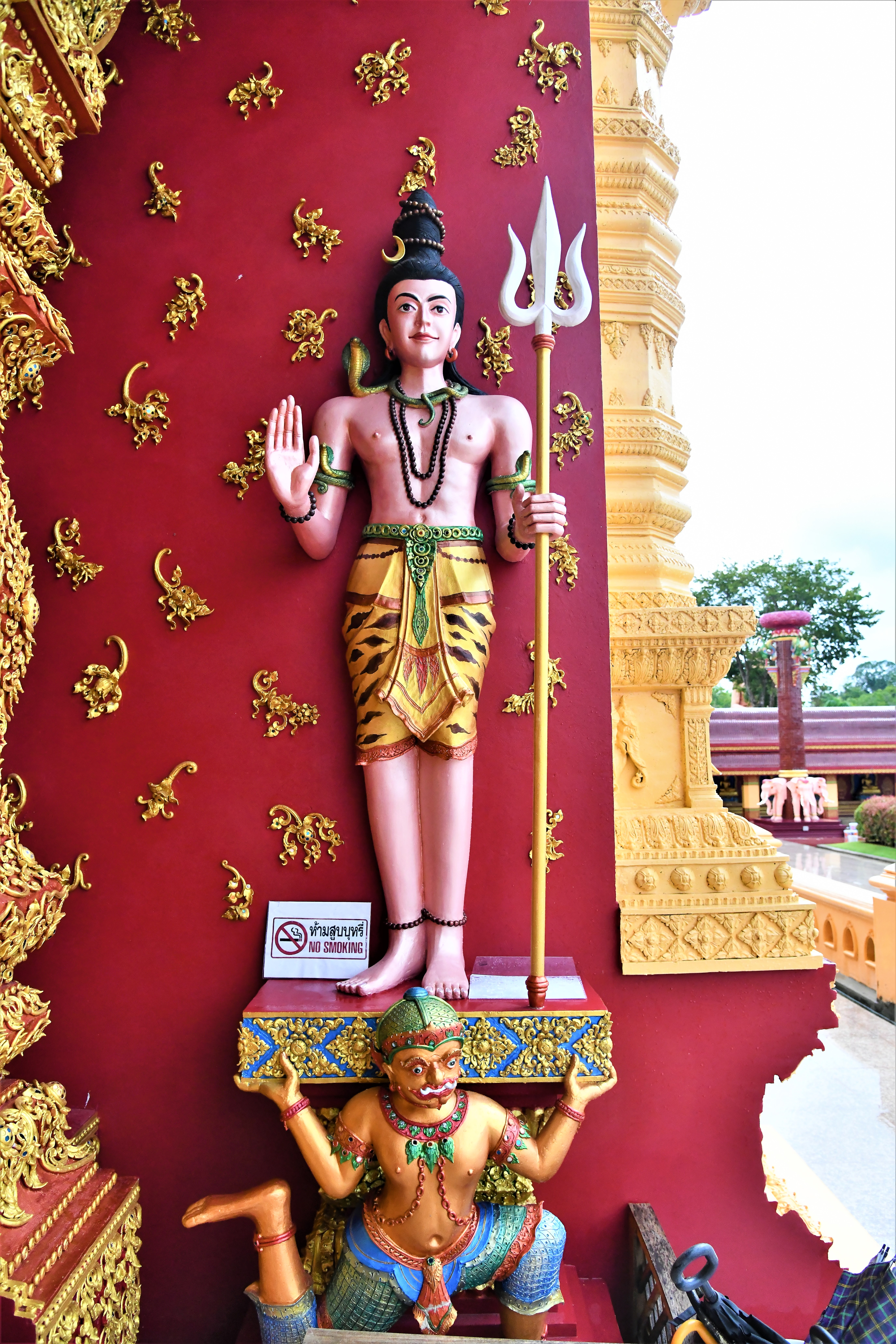
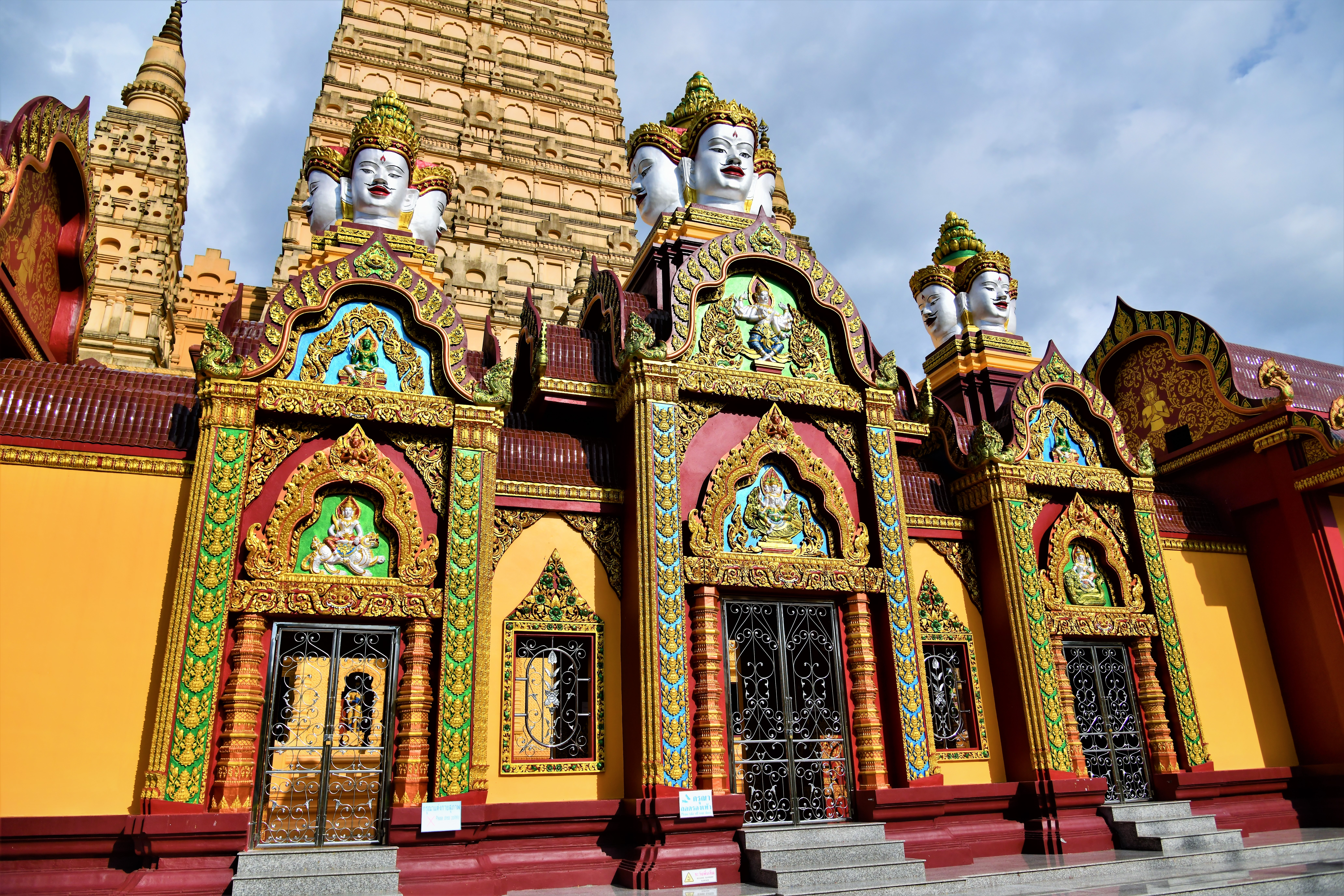
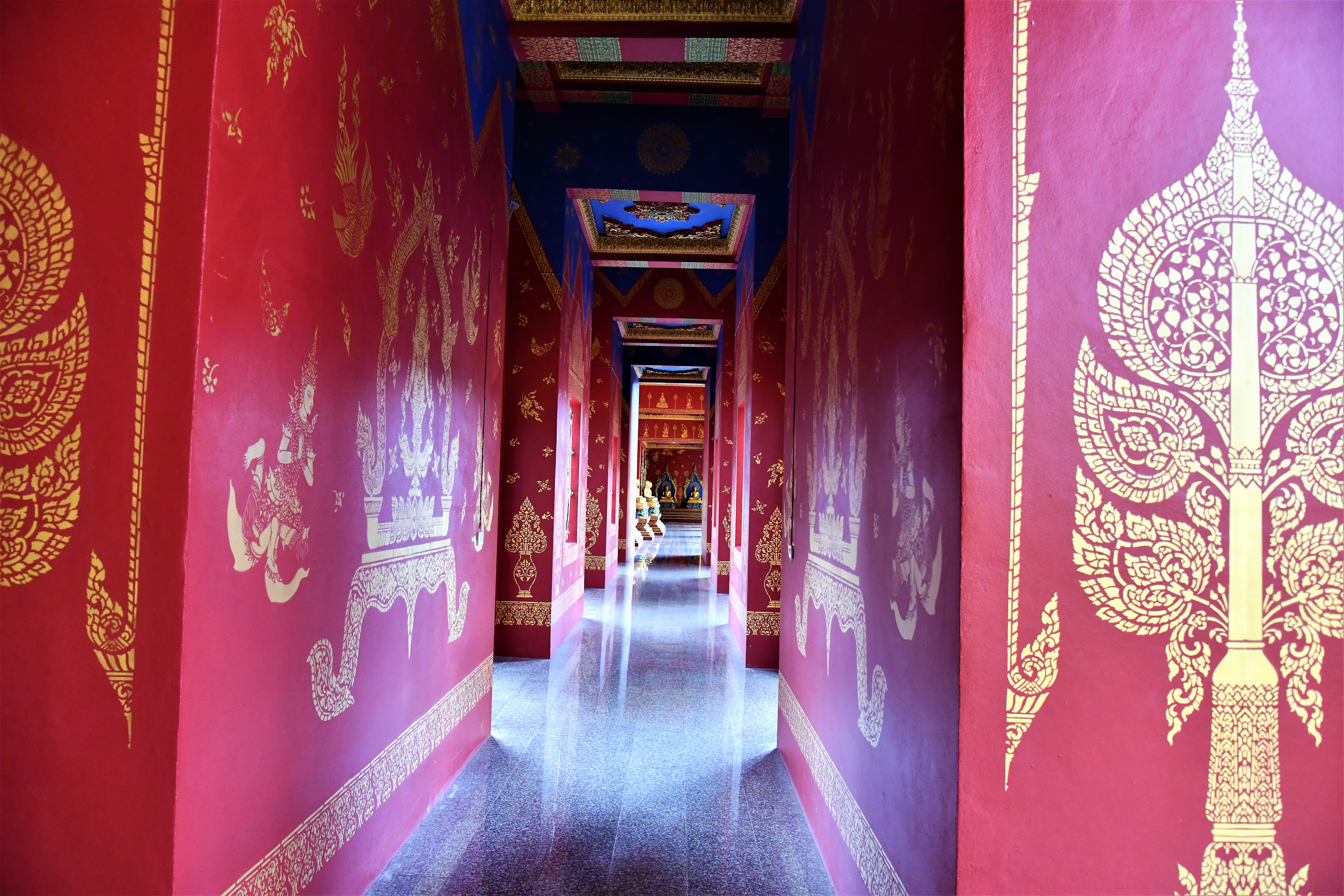
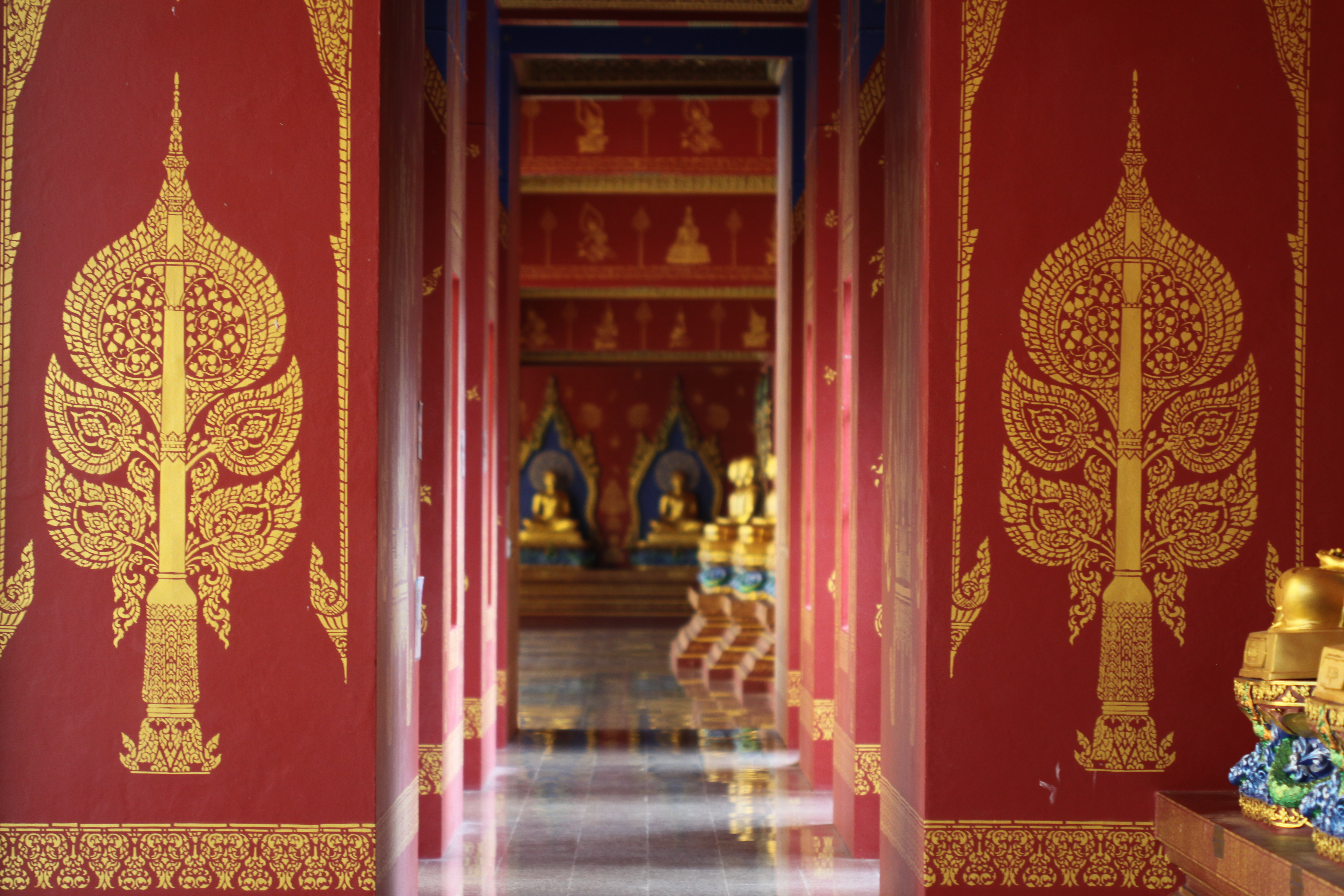
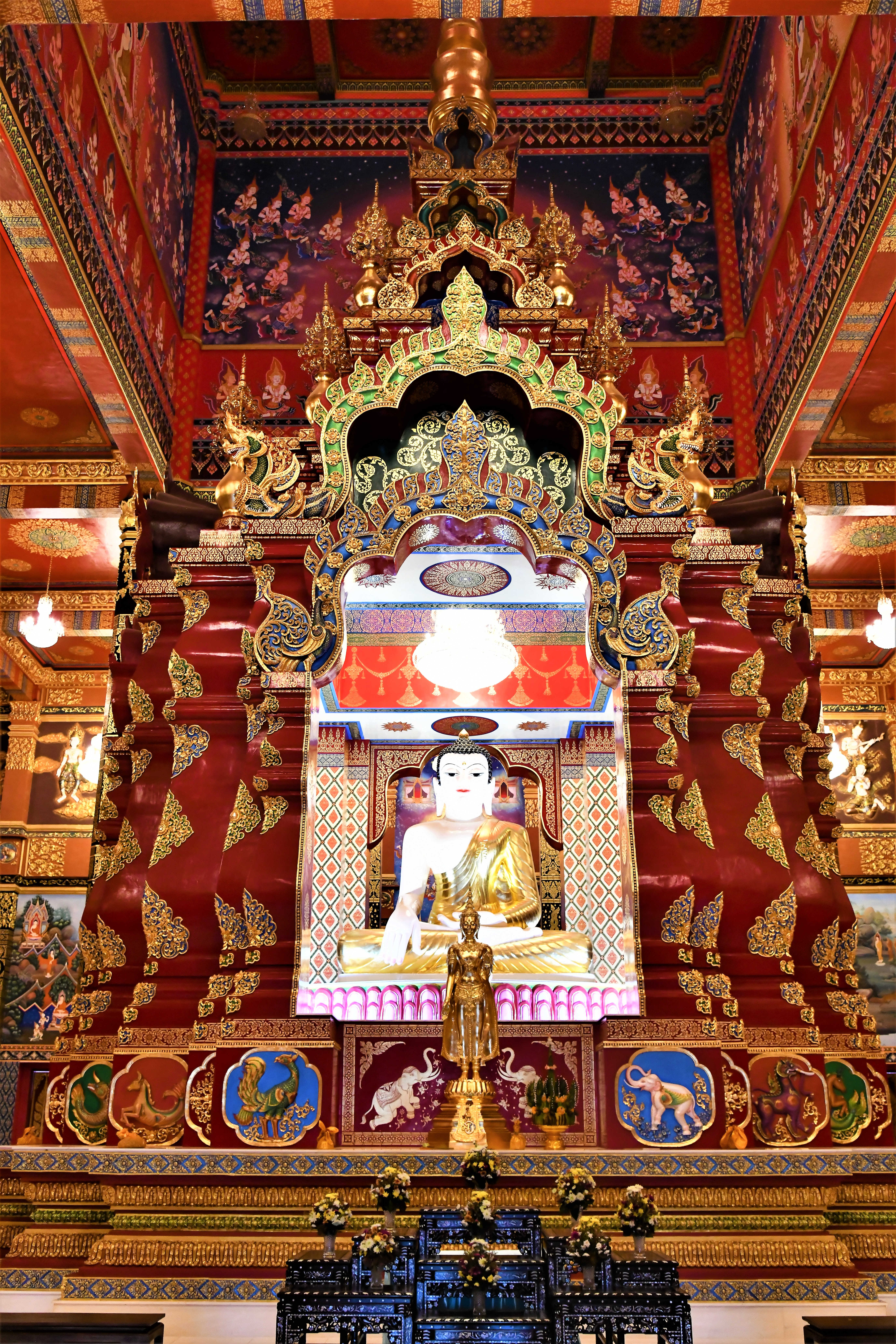
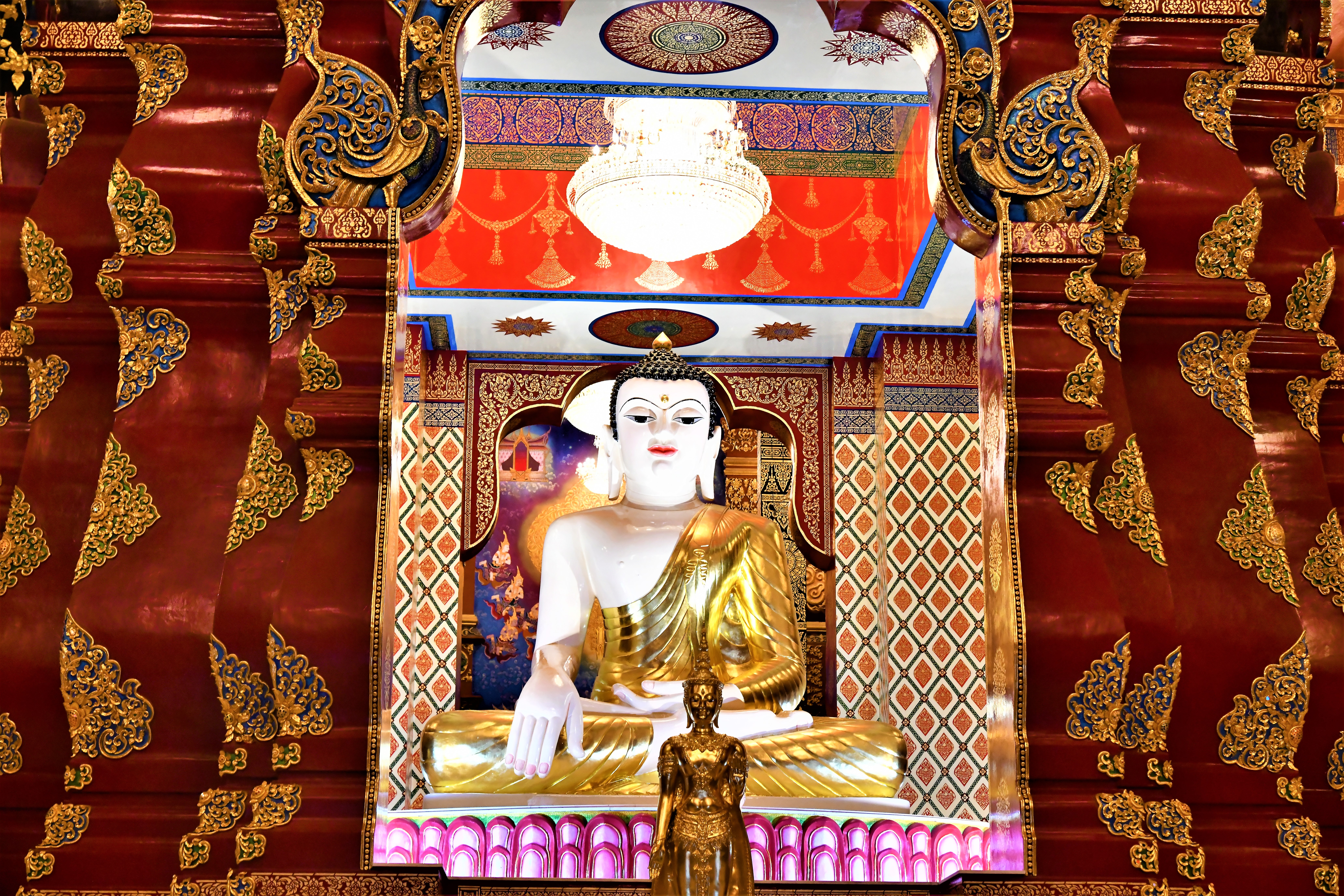
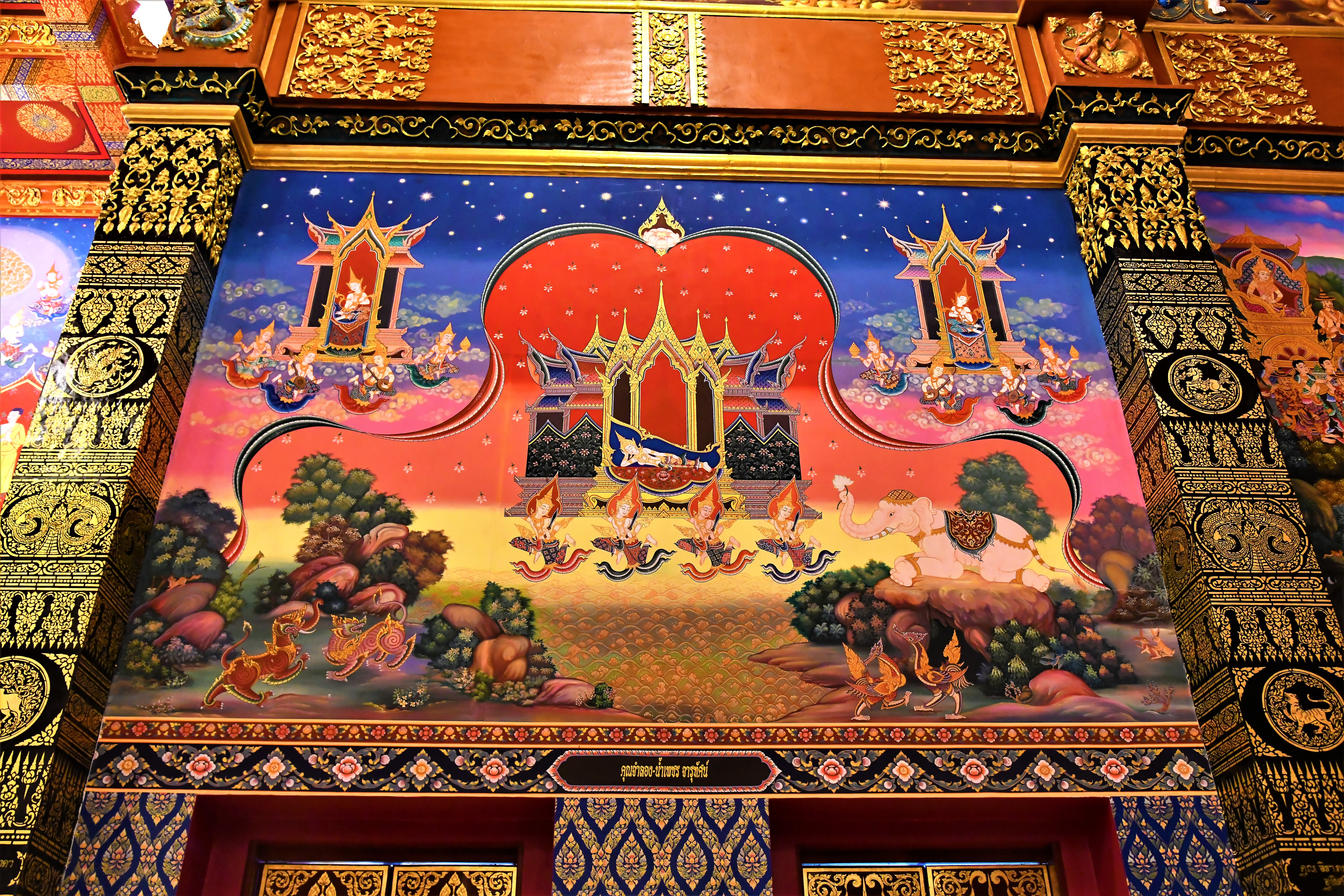
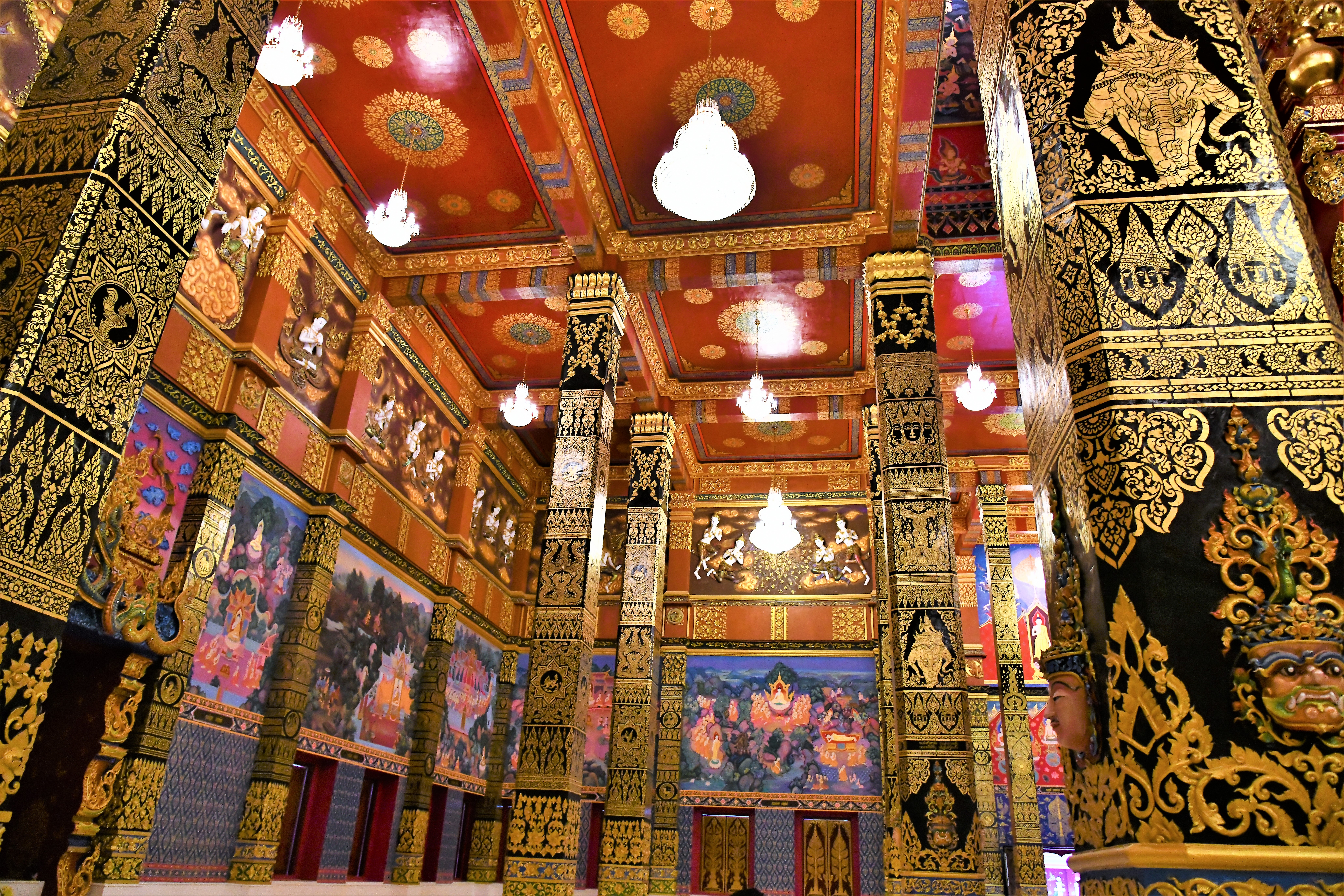
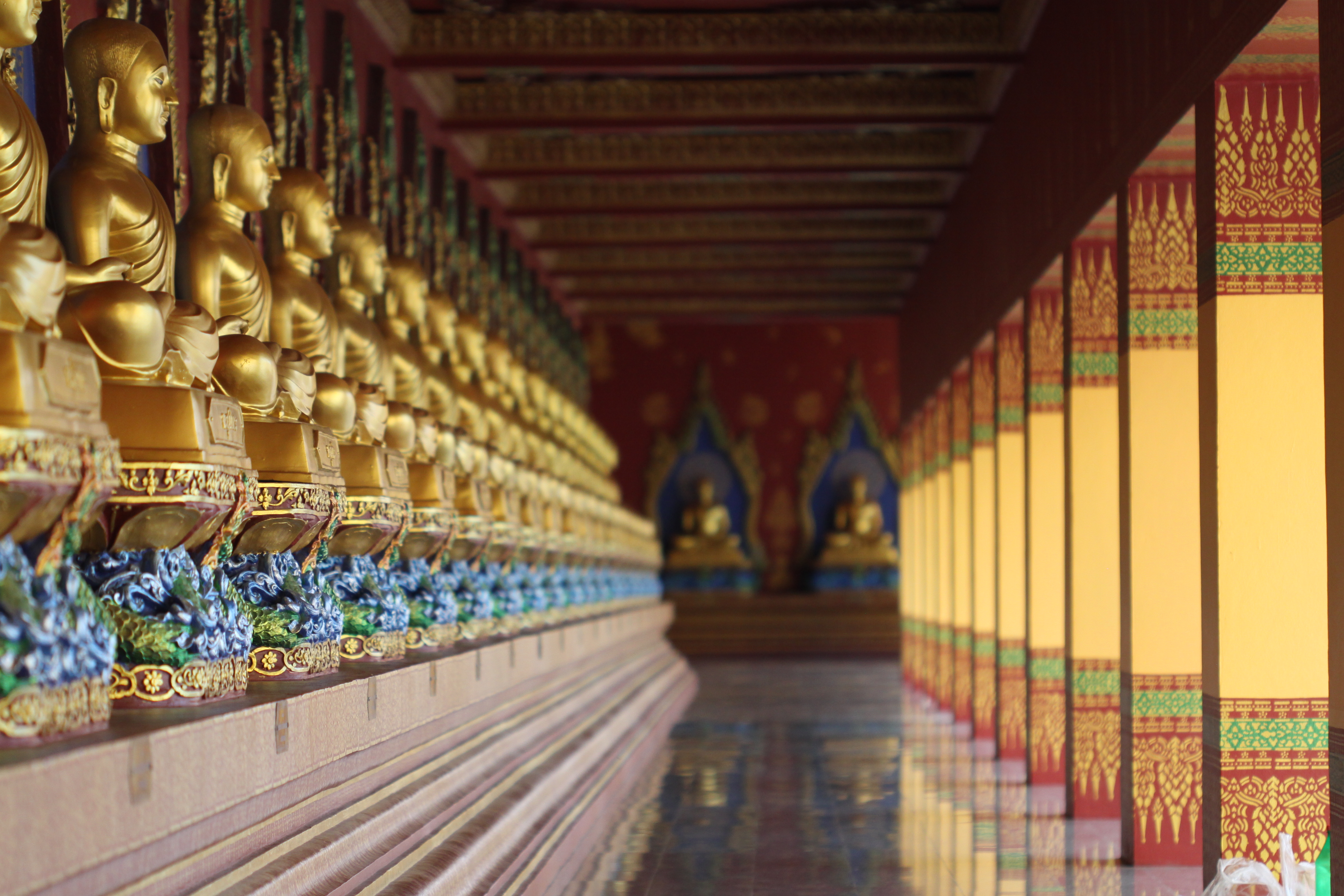
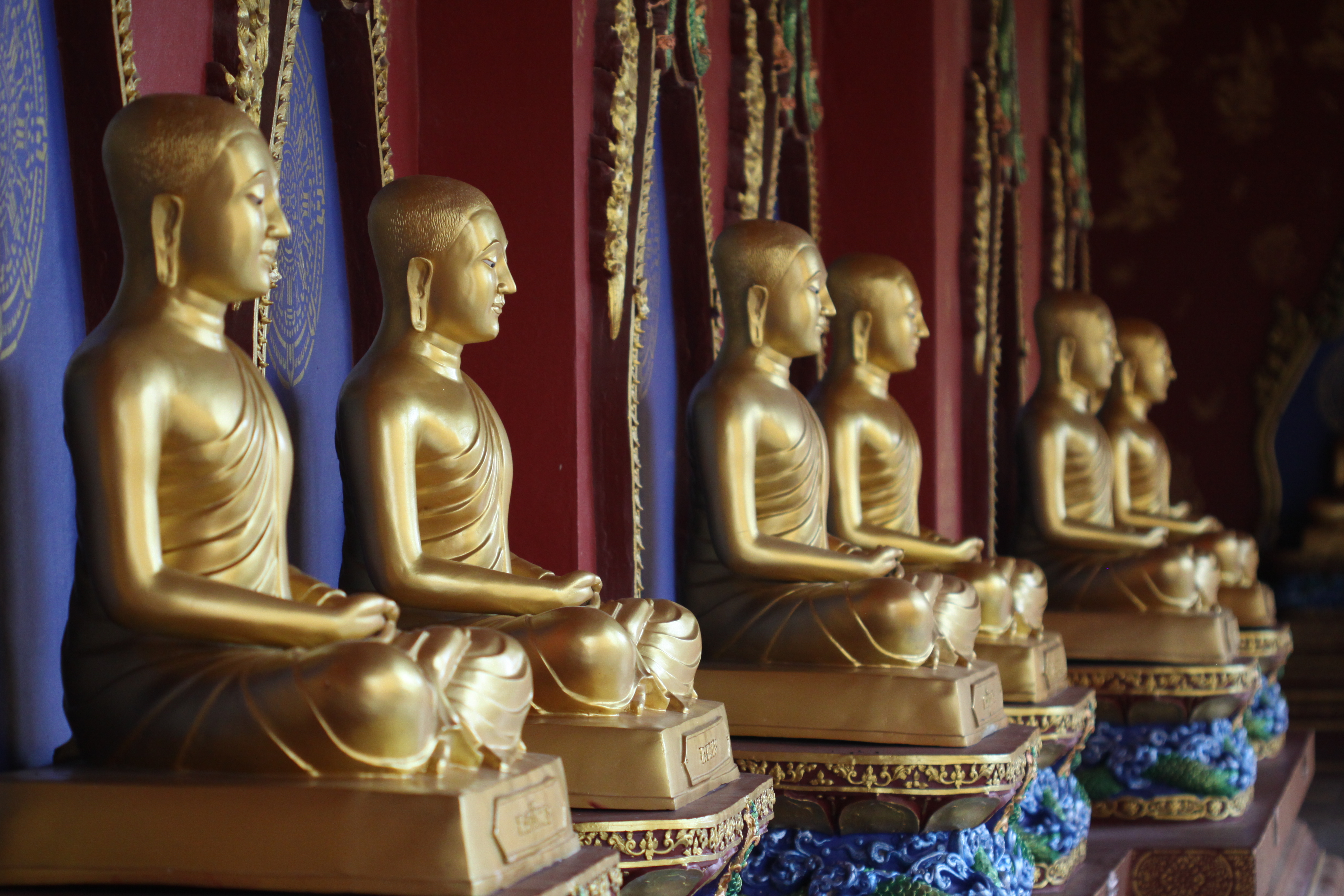
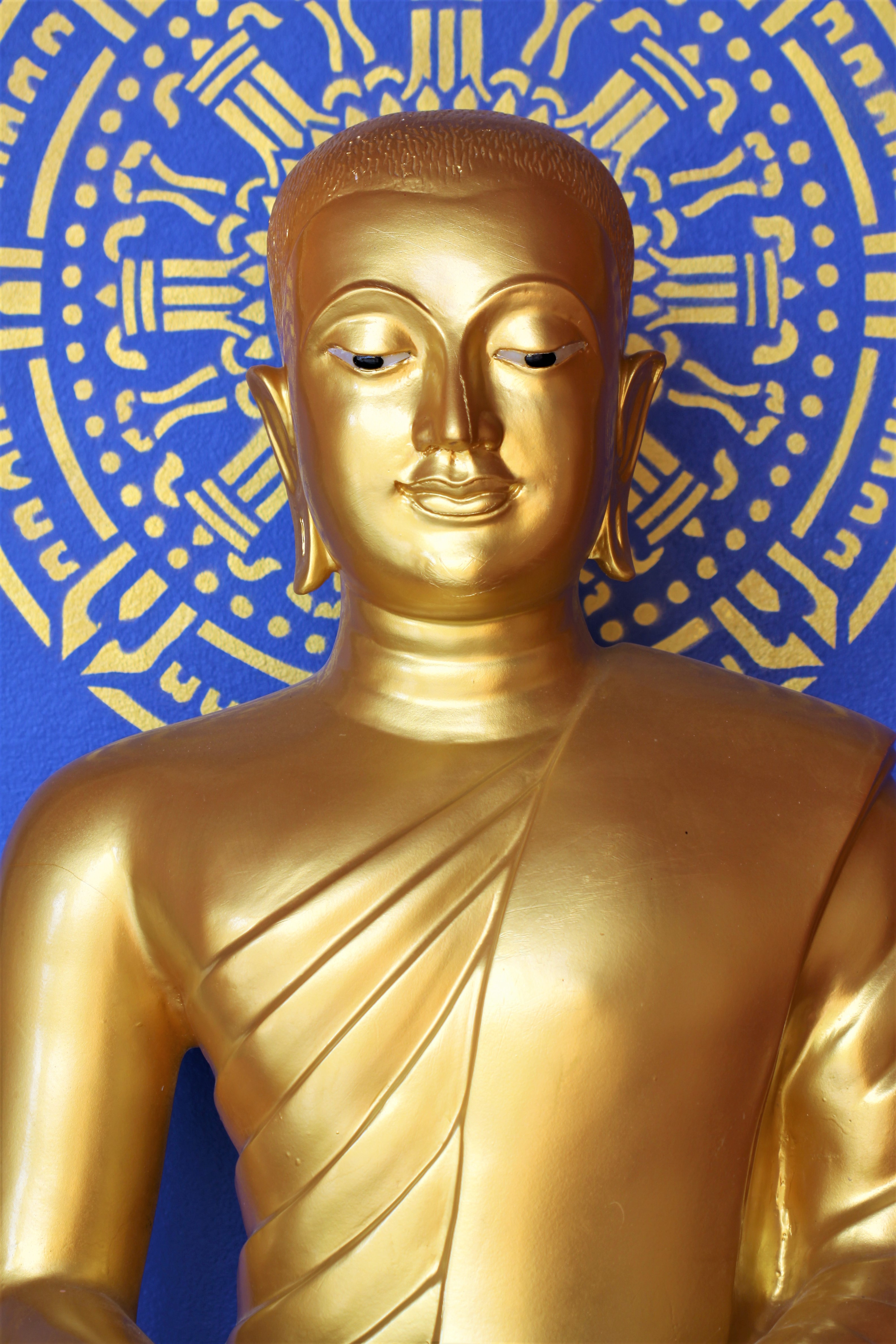
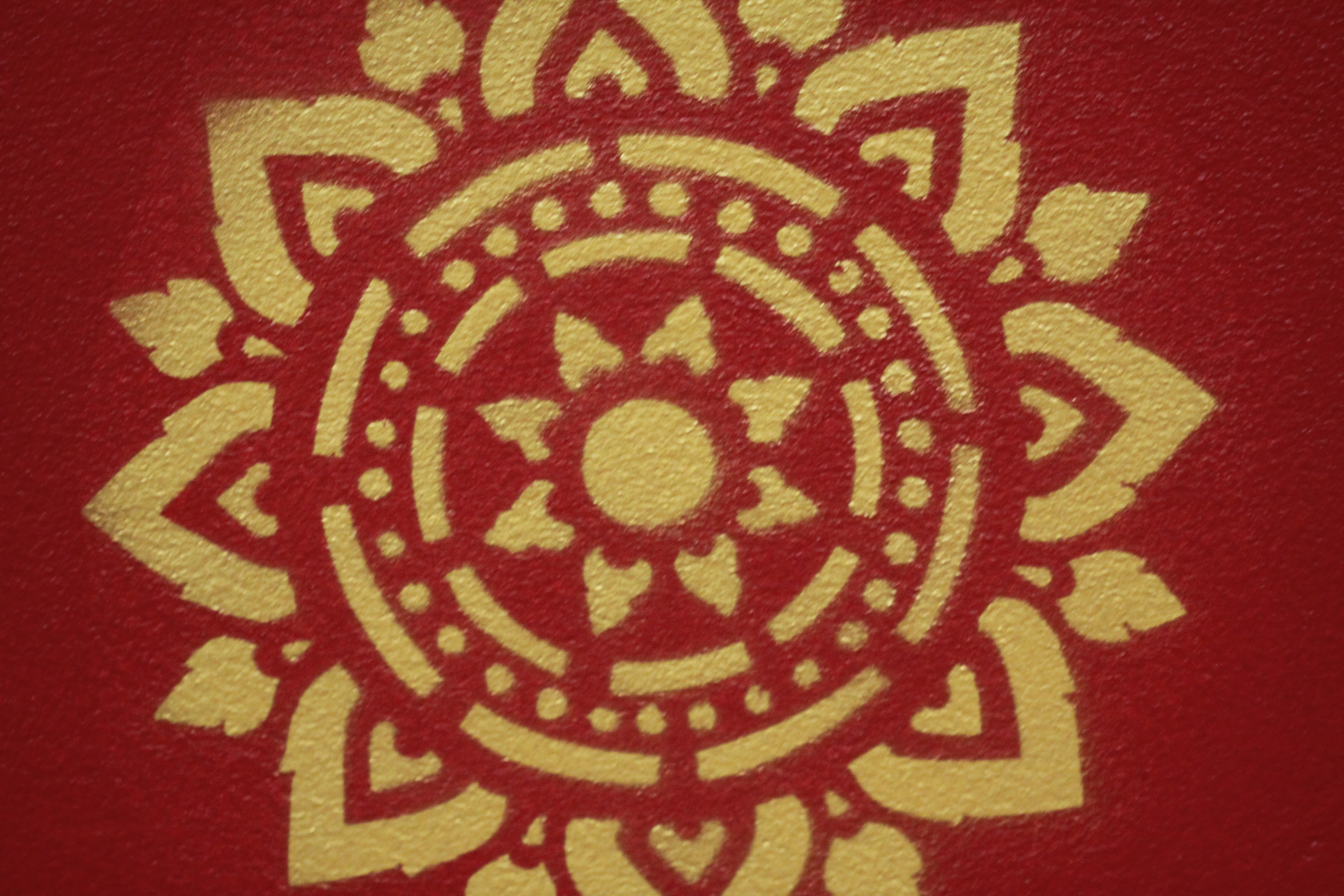
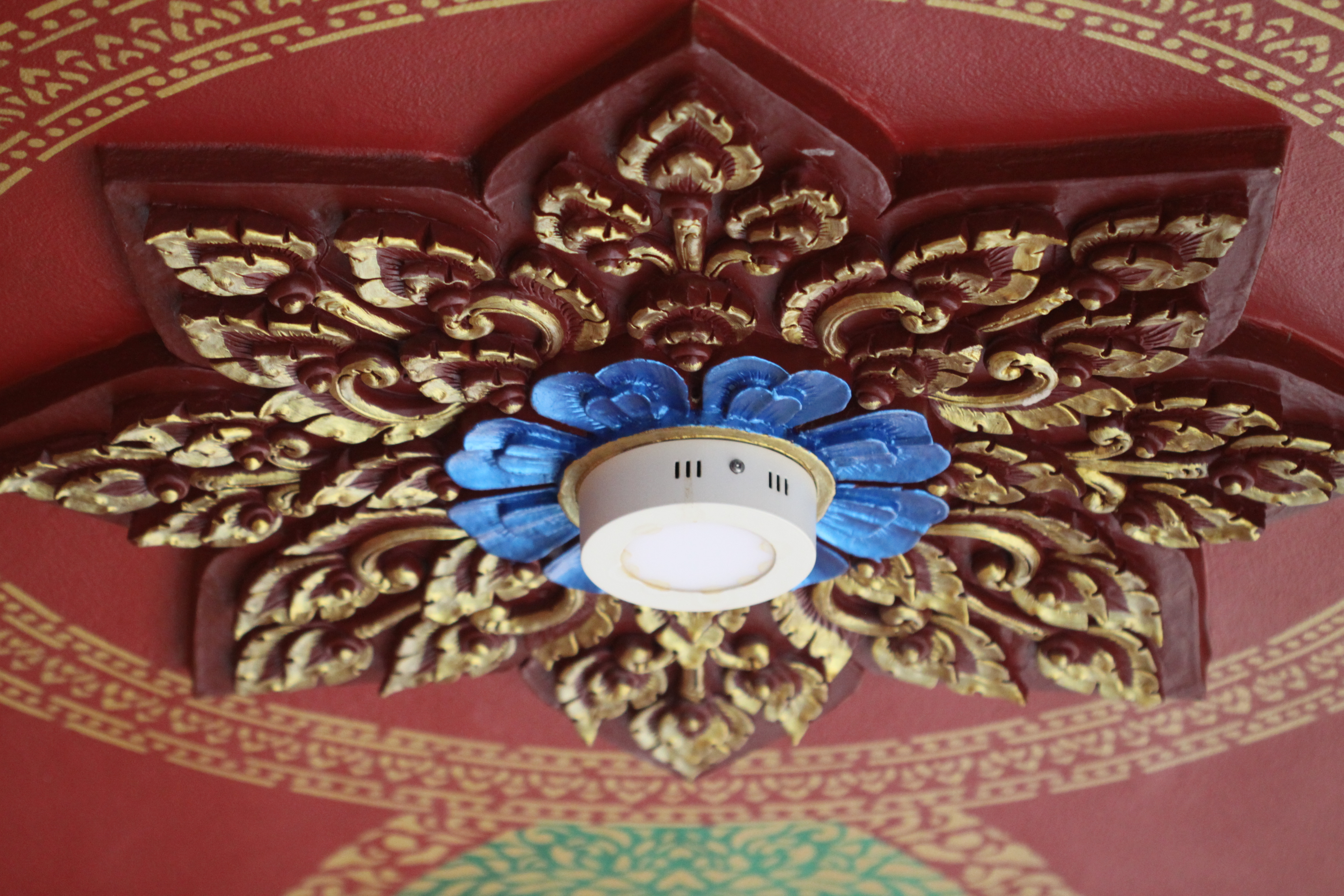
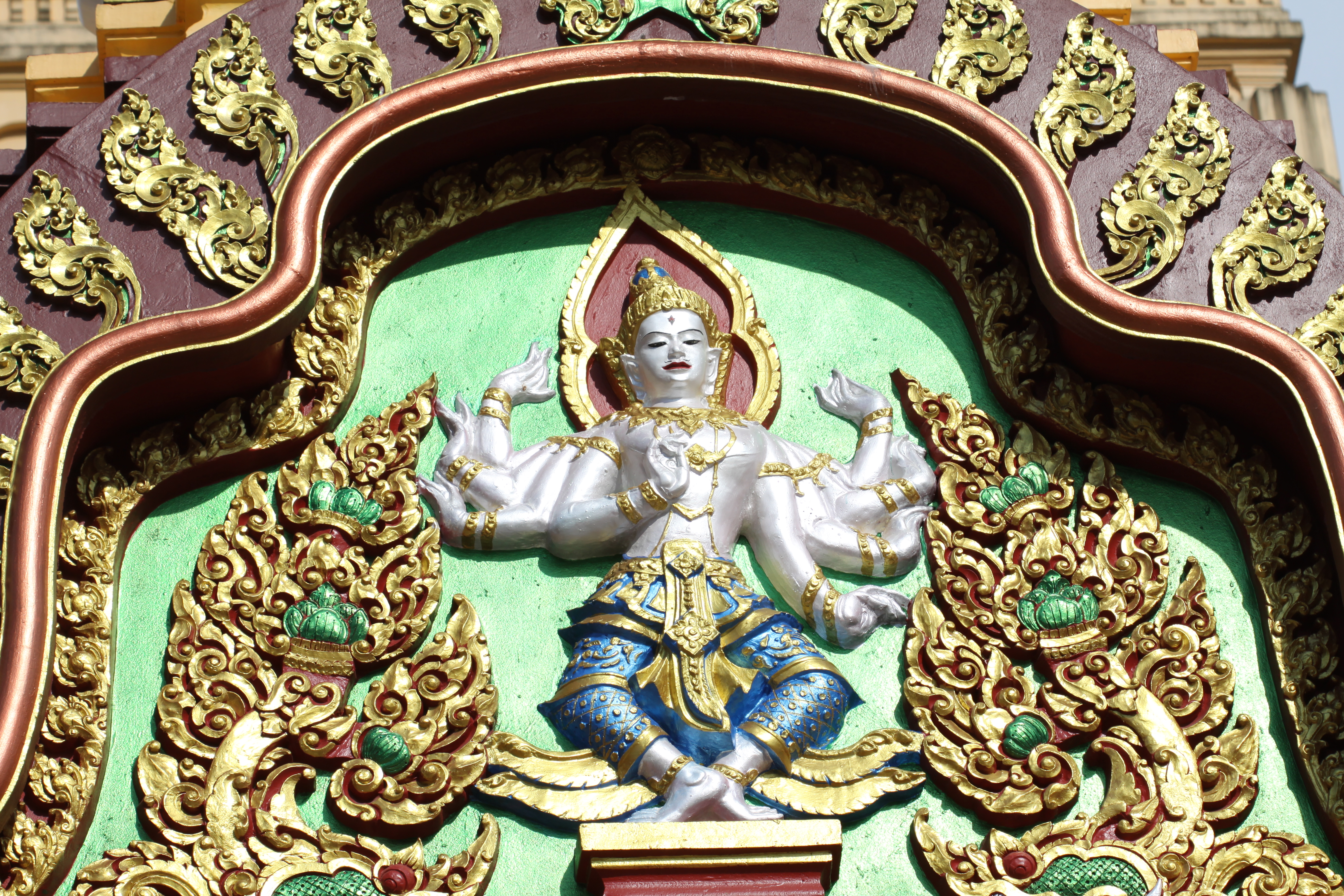
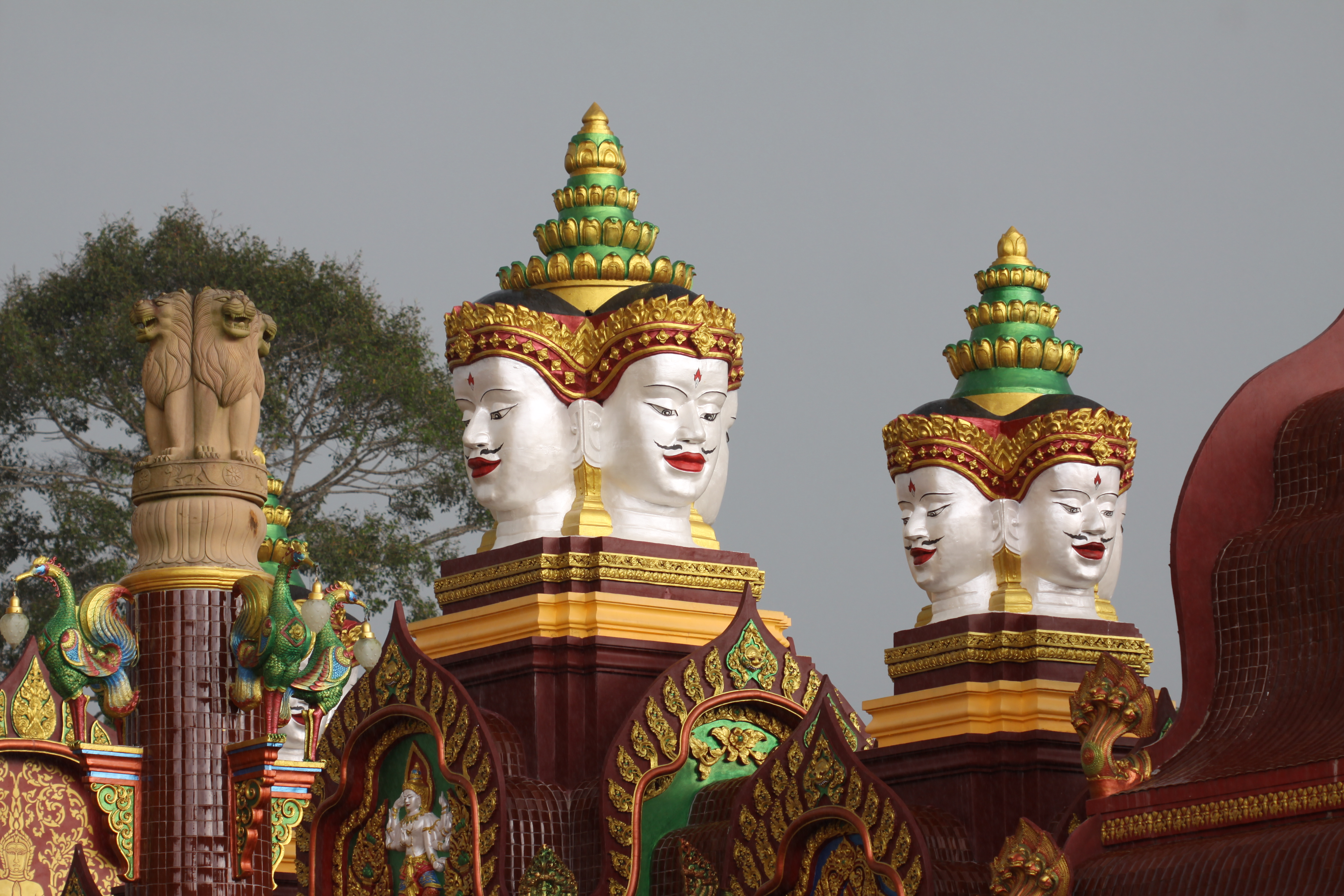
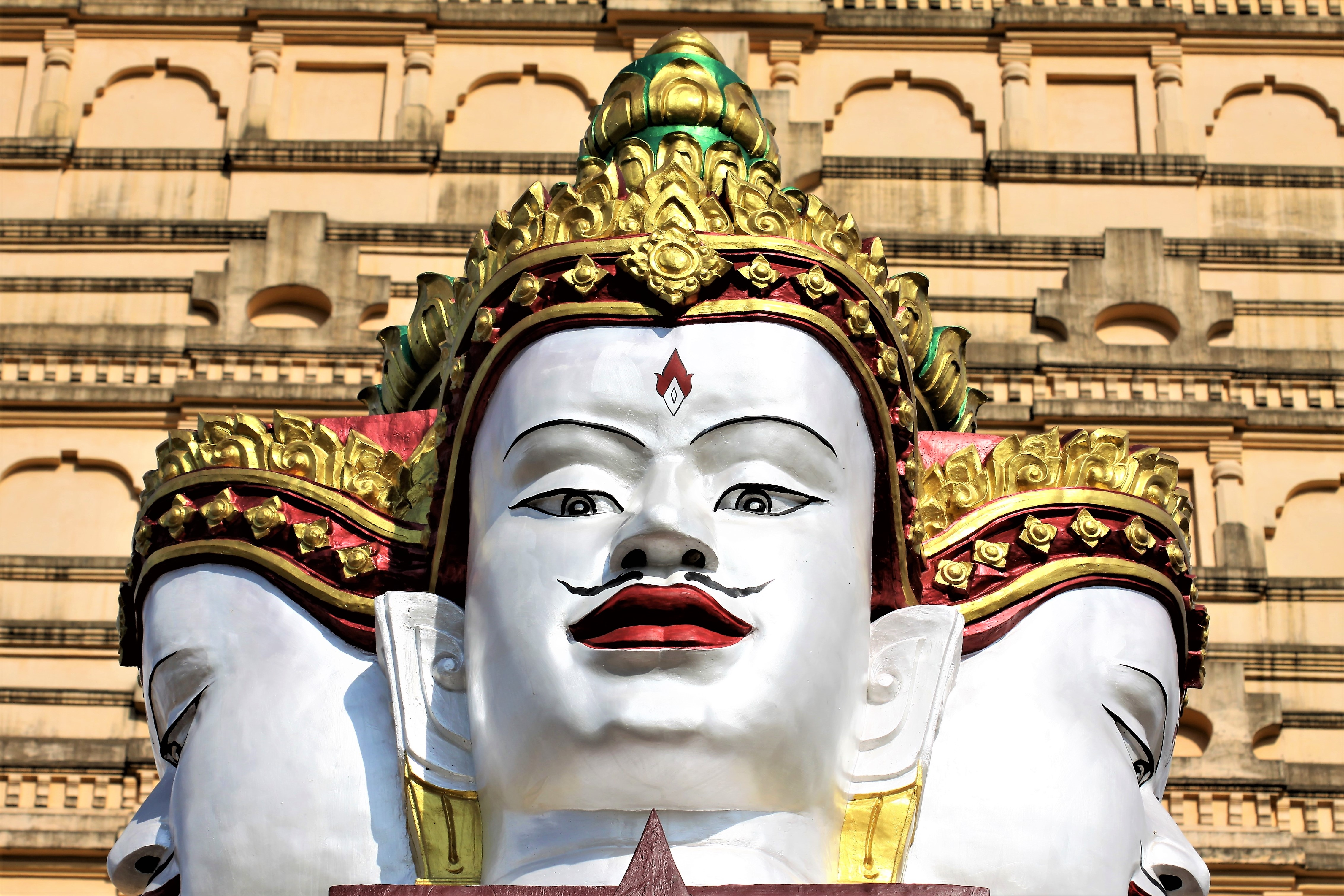
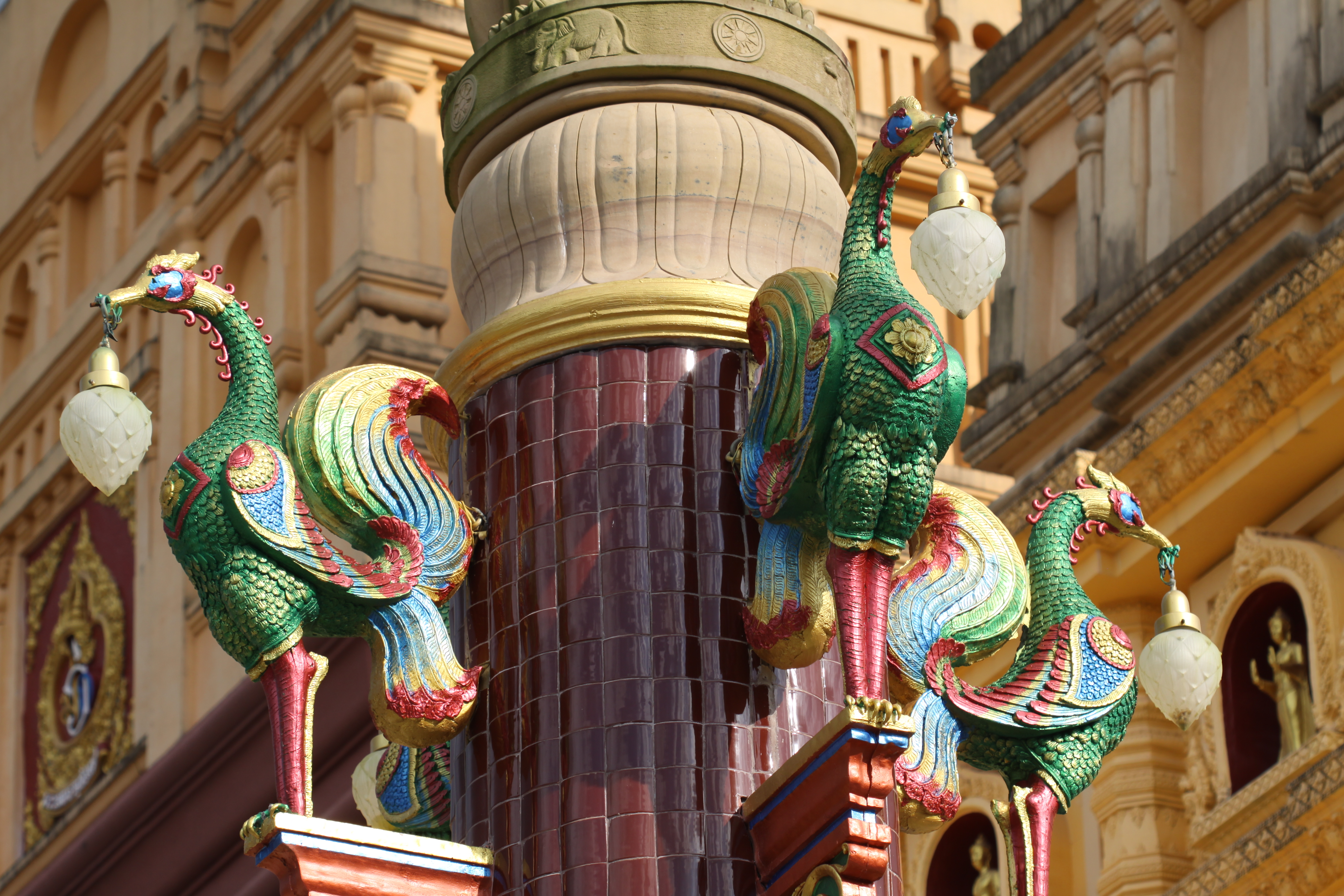
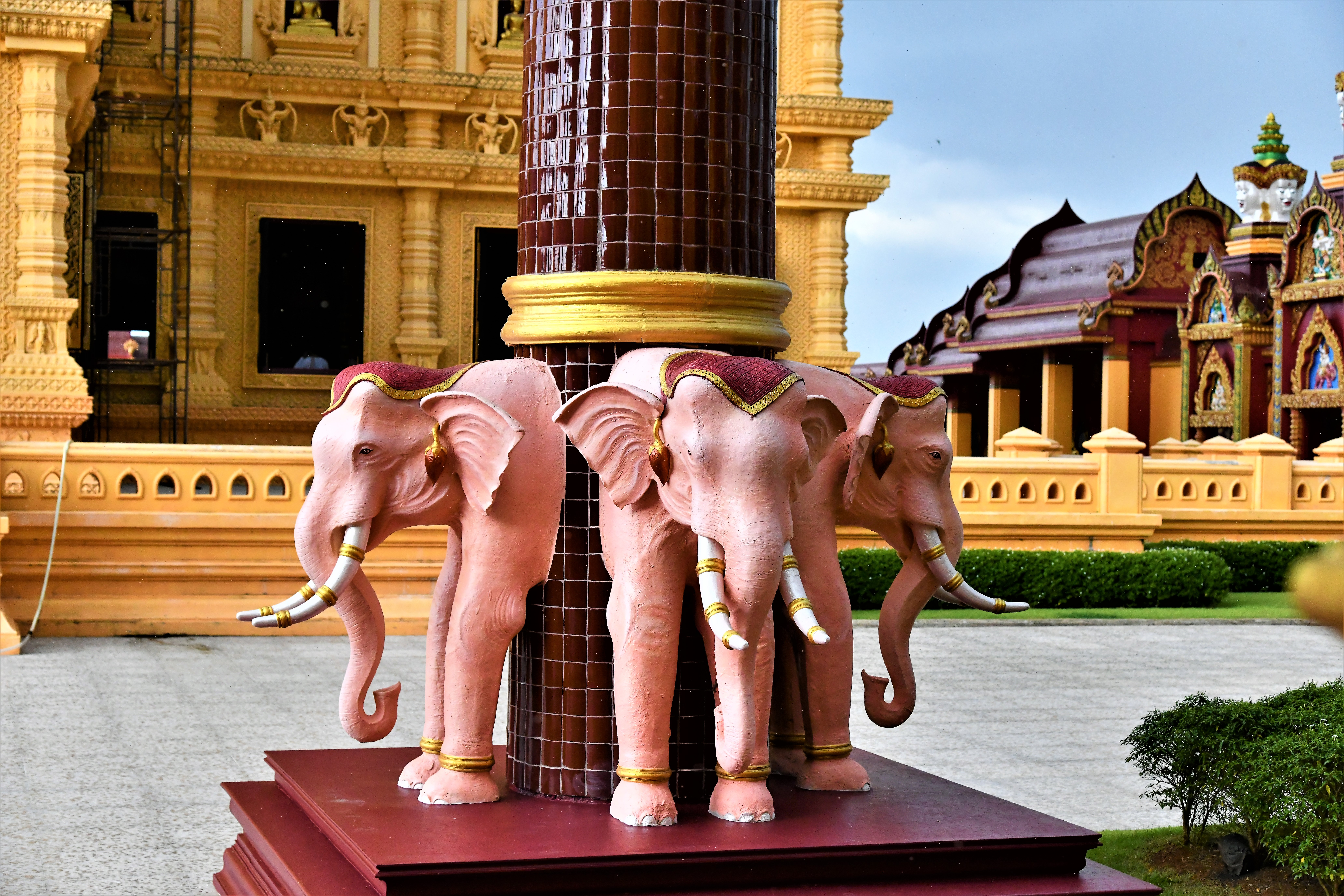
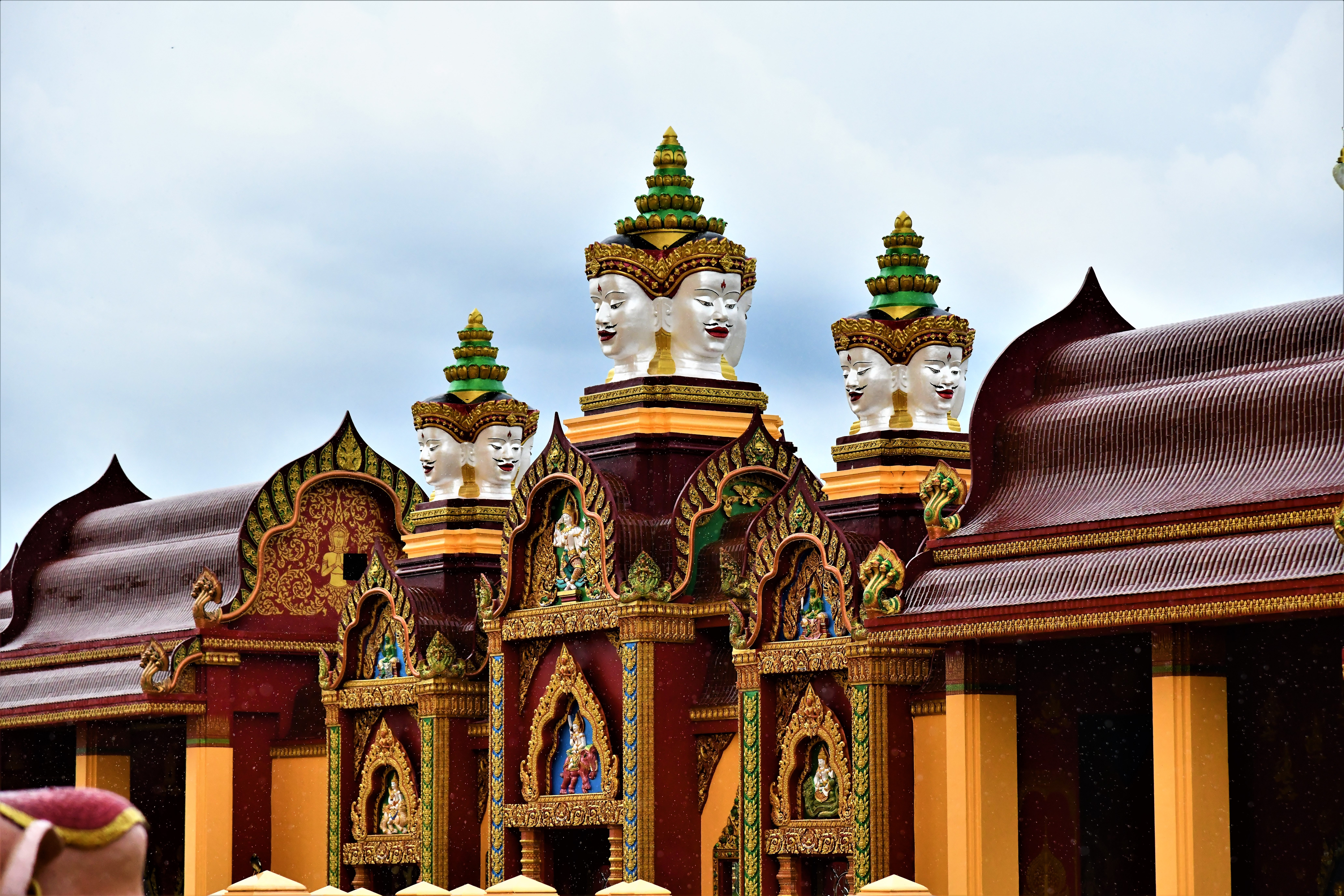
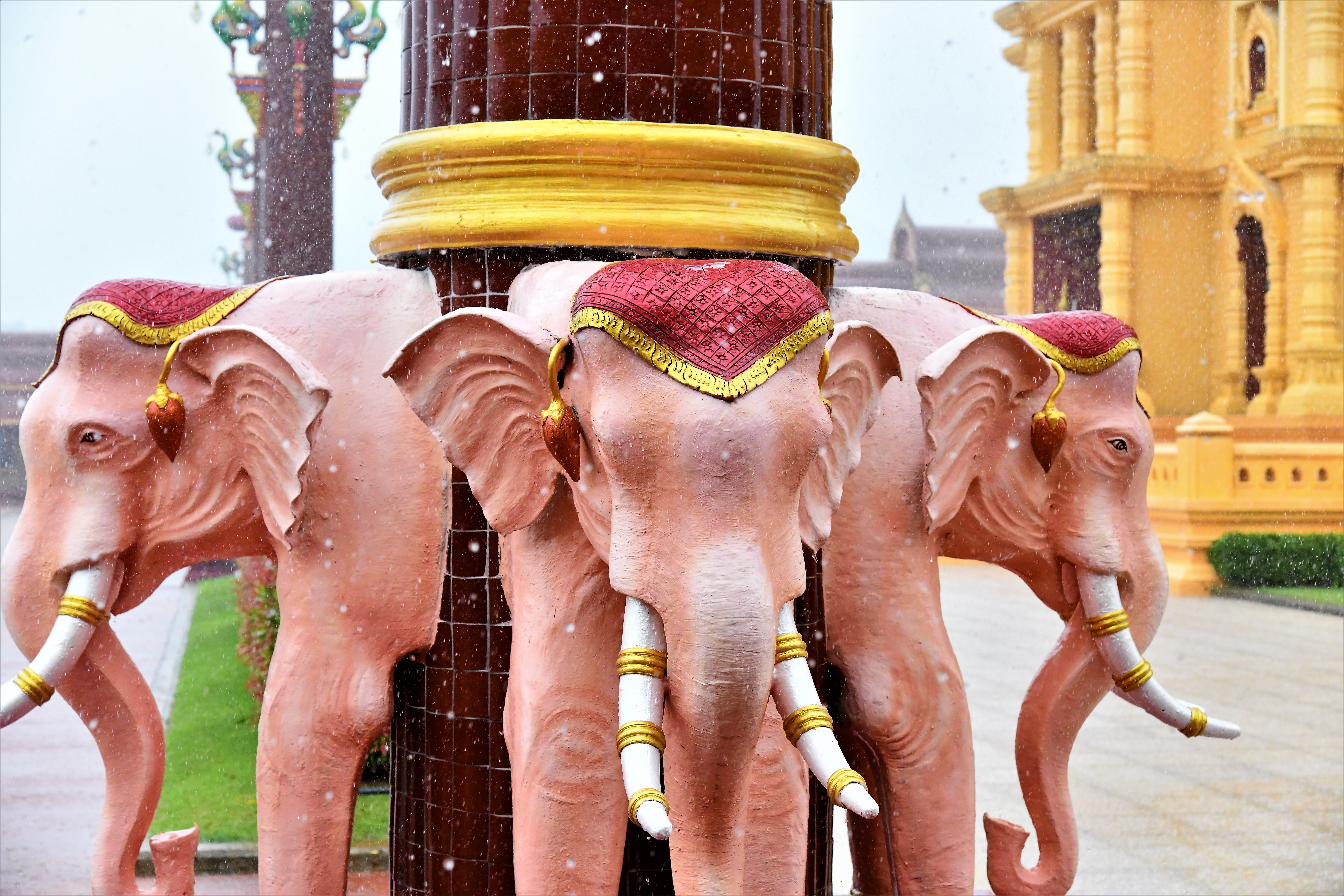
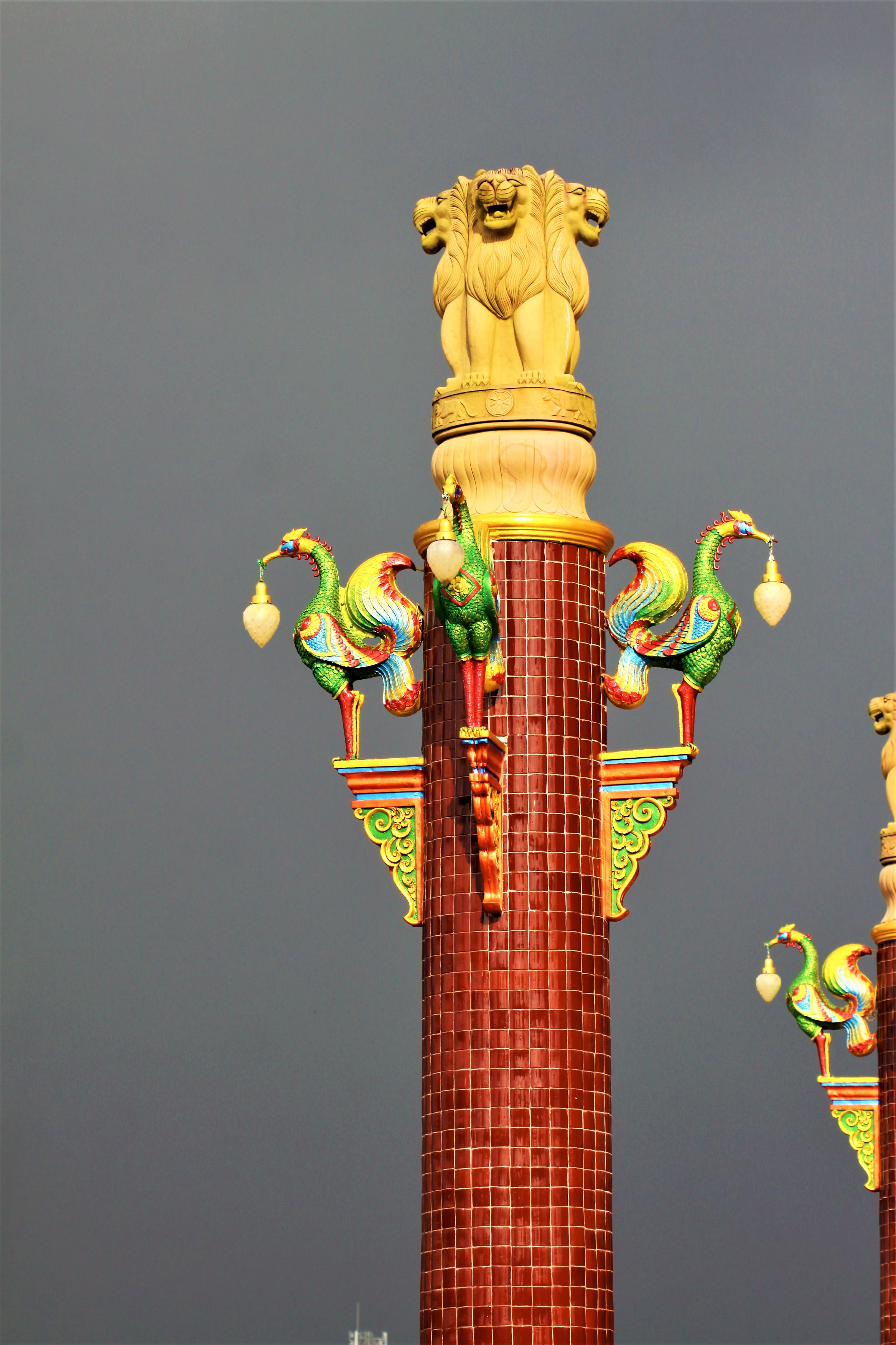
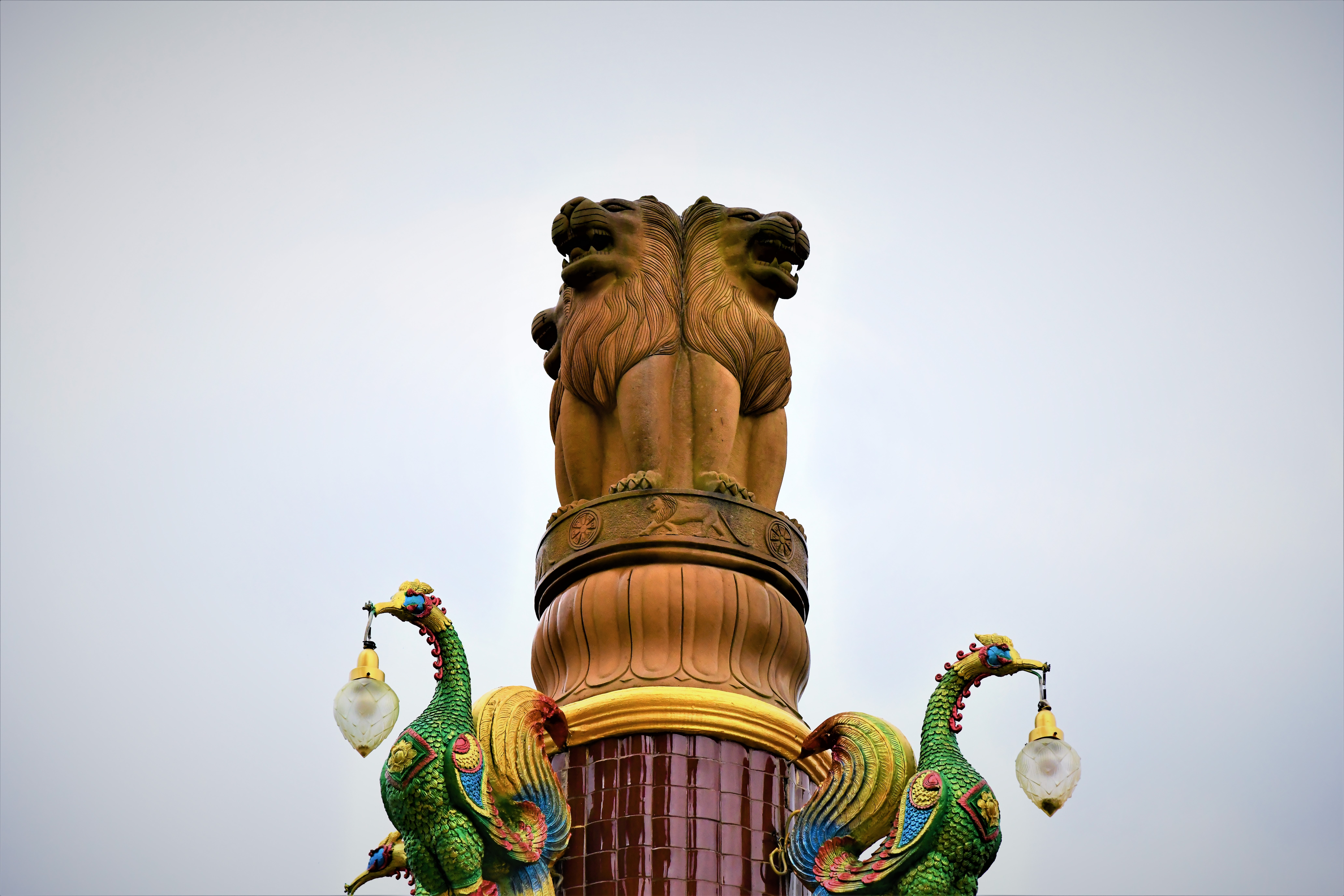